# 1883
Portal Geschichte | Portal Biografien | Aktuelle Ereignisse | Jahreskalender | Tagesartikel

◄ |
18. Jahrhundert |
19. Jahrhundert
| 20. Jahrhundert | ►

◄ |
1850er |
1860er |
1870er |
1880er
| 1890er | 1900er | 1910er | ►

◄◄ |
◄ |
1879 |
1880 |
1881 |
1882 |
1883
| 1884 | 1885 | 1886 | 1887 | ► | ►►
Staatsoberhäupter · Wahlen · Nekrolog   · Musikjahr   · Sportjahr
| Januar | Januar | Januar | Januar | Januar | Januar | Januar | Januar |
| Kw     | Mo     | Di     | Mi     | Do     | Fr     | Sa     | So     |
| ------ | ------ | ------ | ------ | ------ | ------ | ------ | ------ |
| 1      | 1      | 2      | 3      | 4      | 5      | 6      | 7      |
| 2      | 8      | 9      | 10     | 11     | 12     | 13     | 14     |
| 3      | 15     | 16     | 17     | 18     | 19     | 20     | 21     |
| 4      | 22     | 23     | 24     | 25     | 26     | 27     | 28     |
| 5      | 29     | 30     | 31     |        |        |        |        |

| Februar | Februar | Februar | Februar | Februar | Februar | Februar | Februar |
| Kw      | Mo      | Di      | Mi      | Do      | Fr      | Sa      | So      |
| ------- | ------- | ------- | ------- | ------- | ------- | ------- | ------- |
| 5       |         |         |         | 1       | 2       | 3       | 4       |
| 6       | 5       | 6       | 7       | 8       | 9       | 10      | 11      |
| 7       | 12      | 13      | 14      | 15      | 16      | 17      | 18      |
| 8       | 19      | 20      | 21      | 22      | 23      | 24      | 25      |
| 9       | 26      | 27      | 28      |         |         |         |         |

| März | März | März | März | März | März | März | März |
| Kw   | Mo   | Di   | Mi   | Do   | Fr   | Sa   | So   |
| ---- | ---- | ---- | ---- | ---- | ---- | ---- | ---- |
| 9    |      |      |      | 1    | 2    | 3    | 4    |
| 10   | 5    | 6    | 7    | 8    | 9    | 10   | 11   |
| 11   | 12   | 13   | 14   | 15   | 16   | 17   | 18   |
| 12   | 19   | 20   | 21   | 22   | 23   | 24   | 25   |
| 13   | 26   | 27   | 28   | 29   | 30   | 31   |      |

| April | April | April | April | April | April | April | April |
| Kw    | Mo    | Di    | Mi    | Do    | Fr    | Sa    | So    |
| ----- | ----- | ----- | ----- | ----- | ----- | ----- | ----- |
| 13    |       |       |       |       |       |       | 1     |
| 14    | 2     | 3     | 4     | 5     | 6     | 7     | 8     |
| 15    | 9     | 10    | 11    | 12    | 13    | 14    | 15    |
| 16    | 16    | 17    | 18    | 19    | 20    | 21    | 22    |
| 17    | 23    | 24    | 25    | 26    | 27    | 28    | 29    |
| 18    | 30    |       |       |       |       |       |       |

| Mai | Mai | Mai | Mai | Mai | Mai | Mai | Mai |
| Kw  | Mo  | Di  | Mi  | Do  | Fr  | Sa  | So  |
| --- | --- | --- | --- | --- | --- | --- | --- |
| 18  |     | 1   | 2   | 3   | 4   | 5   | 6   |
| 19  | 7   | 8   | 9   | 10  | 11  | 12  | 13  |
| 20  | 14  | 15  | 16  | 17  | 18  | 19  | 20  |
| 21  | 21  | 22  | 23  | 24  | 25  | 26  | 27  |
| 22  | 28  | 29  | 30  | 31  |     |     |     |

| Juni | Juni | Juni | Juni | Juni | Juni | Juni | Juni |
| Kw   | Mo   | Di   | Mi   | Do   | Fr   | Sa   | So   |
| ---- | ---- | ---- | ---- | ---- | ---- | ---- | ---- |
| 22   |      |      |      |      | 1    | 2    | 3    |
| 23   | 4    | 5    | 6    | 7    | 8    | 9    | 10   |
| 24   | 11   | 12   | 13   | 14   | 15   | 16   | 17   |
| 25   | 18   | 19   | 20   | 21   | 22   | 23   | 24   |
| 26   | 25   | 26   | 27   | 28   | 29   | 30   |      |

| Juli | Juli | Juli | Juli | Juli | Juli | Juli | Juli |
| Kw   | Mo   | Di   | Mi   | Do   | Fr   | Sa   | So   |
| ---- | ---- | ---- | ---- | ---- | ---- | ---- | ---- |
| 26   |      |      |      |      |      |      | 1    |
| 27   | 2    | 3    | 4    | 5    | 6    | 7    | 8    |
| 28   | 9    | 10   | 11   | 12   | 13   | 14   | 15   |
| 29   | 16   | 17   | 18   | 19   | 20   | 21   | 22   |
| 30   | 23   | 24   | 25   | 26   | 27   | 28   | 29   |
| 31   | 30   | 31   |      |      |      |      |      |

| August | August | August | August | August | August | August | August |
| Kw     | Mo     | Di     | Mi     | Do     | Fr     | Sa     | So     |
| ------ | ------ | ------ | ------ | ------ | ------ | ------ | ------ |
| 31     |        |        | 1      | 2      | 3      | 4      | 5      |
| 32     | 6      | 7      | 8      | 9      | 10     | 11     | 12     |
| 33     | 13     | 14     | 15     | 16     | 17     | 18     | 19     |
| 34     | 20     | 21     | 22     | 23     | 24     | 25     | 26     |
| 35     | 27     | 28     | 29     | 30     | 31     |        |        |

| September | September | September | September | September | September | September | September |
| Kw        | Mo        | Di        | Mi        | Do        | Fr        | Sa        | So        |
| --------- | --------- | --------- | --------- | --------- | --------- | --------- | --------- |
| 35        |           |           |           |           |           | 1         | 2         |
| 36        | 3         | 4         | 5         | 6         | 7         | 8         | 9         |
| 37        | 10        | 11        | 12        | 13        | 14        | 15        | 16        |
| 38        | 17        | 18        | 19        | 20        | 21        | 22        | 23        |
| 39        | 24        | 25        | 26        | 27        | 28        | 29        | 30        |

| Oktober | Oktober | Oktober | Oktober | Oktober | Oktober | Oktober | Oktober |
| Kw      | Mo      | Di      | Mi      | Do      | Fr      | Sa      | So      |
| ------- | ------- | ------- | ------- | ------- | ------- | ------- | ------- |
| 40      | 1       | 2       | 3       | 4       | 5       | 6       | 7       |
| 41      | 8       | 9       | 10      | 11      | 12      | 13      | 14      |
| 42      | 15      | 16      | 17      | 18      | 19      | 20      | 21      |
| 43      | 22      | 23      | 24      | 25      | 26      | 27      | 28      |
| 44      | 29      | 30      | 31      |         |         |         |         |

| November | November | November | November | November | November | November | November |
| Kw       | Mo       | Di       | Mi       | Do       | Fr       | Sa       | So       |
| -------- | -------- | -------- | -------- | -------- | -------- | -------- | -------- |
| 44       |          |          |          | 1        | 2        | 3        | 4        |
| 45       | 5        | 6        | 7        | 8        | 9        | 10       | 11       |
| 46       | 12       | 13       | 14       | 15       | 16       | 17       | 18       |
| 47       | 19       | 20       | 21       | 22       | 23       | 24       | 25       |
| 48       | 26       | 27       | 28       | 29       | 30       |          |          |

| Dezember | Dezember | Dezember | Dezember | Dezember | Dezember | Dezember | Dezember |
| Kw       | Mo       | Di       | Mi       | Do       | Fr       | Sa       | So       |
| -------- | -------- | -------- | -------- | -------- | -------- | -------- | -------- |
| 48       |          |          |          |          |          | 1        | 2        |
| 49       | 3        | 4        | 5        | 6        | 7        | 8        | 9        |
| 50       | 10       | 11       | 12       | 13       | 14       | 15       | 16       |
| 51       | 17       | 18       | 19       | 20       | 21       | 22       | 23       |
| 52       | 24       | 25       | 26       | 27       | 28       | 29       | 30       |
| 1        | 31       |          |          |          |          |          |          |

| Januar | Januar | Januar | Januar | Januar | Januar | Januar | Januar |
| Kw     | Mo     | Di     | Mi     | Do     | Fr     | Sa     | So     |
| ------ | ------ | ------ | ------ | ------ | ------ | ------ | ------ |
| 1      | 1      | 2      | 3      | 4      | 5      | 6      | 7      |
| 2      | 8      | 9      | 10     | 11     | 12     | 13     | 14     |
| 3      | 15     | 16     | 17     | 18     | 19     | 20     | 21     |
| 4      | 22     | 23     | 24     | 25     | 26     | 27     | 28     |
| 5      | 29     | 30     | 31     |        |        |        |        |

| Februar | Februar | Februar | Februar | Februar | Februar | Februar | Februar |
| Kw      | Mo      | Di      | Mi      | Do      | Fr      | Sa      | So      |
| ------- | ------- | ------- | ------- | ------- | ------- | ------- | ------- |
| 5       |         |         |         | 1       | 2       | 3       | 4       |
| 6       | 5       | 6       | 7       | 8       | 9       | 10      | 11      |
| 7       | 12      | 13      | 14      | 15      | 16      | 17      | 18      |
| 8       | 19      | 20      | 21      | 22      | 23      | 24      | 25      |
| 9       | 26      | 27      | 28      |         |         |         |         |

| März | März | März | März | März | März | März | März |
| Kw   | Mo   | Di   | Mi   | Do   | Fr   | Sa   | So   |
| ---- | ---- | ---- | ---- | ---- | ---- | ---- | ---- |
| 9    |      |      |      | 1    | 2    | 3    | 4    |
| 10   | 5    | 6    | 7    | 8    | 9    | 10   | 11   |
| 11   | 12   | 13   | 14   | 15   | 16   | 17   | 18   |
| 12   | 19   | 20   | 21   | 22   | 23   | 24   | 25   |
| 13   | 26   | 27   | 28   | 29   | 30   | 31   |      |

| April | April | April | April | April | April | April | April |
| Kw    | Mo    | Di    | Mi    | Do    | Fr    | Sa    | So    |
| ----- | ----- | ----- | ----- | ----- | ----- | ----- | ----- |
| 13    |       |       |       |       |       |       | 1     |
| 14    | 2     | 3     | 4     | 5     | 6     | 7     | 8     |
| 15    | 9     | 10    | 11    | 12    | 13    | 14    | 15    |
| 16    | 16    | 17    | 18    | 19    | 20    | 21    | 22    |
| 17    | 23    | 24    | 25    | 26    | 27    | 28    | 29    |
| 18    | 30    |       |       |       |       |       |       |

| Mai | Mai | Mai | Mai | Mai | Mai | Mai | Mai |
| Kw  | Mo  | Di  | Mi  | Do  | Fr  | Sa  | So  |
| --- | --- | --- | --- | --- | --- | --- | --- |
| 18  |     | 1   | 2   | 3   | 4   | 5   | 6   |
| 19  | 7   | 8   | 9   | 10  | 11  | 12  | 13  |
| 20  | 14  | 15  | 16  | 17  | 18  | 19  | 20  |
| 21  | 21  | 22  | 23  | 24  | 25  | 26  | 27  |
| 22  | 28  | 29  | 30  | 31  |     |     |     |

| Juni | Juni | Juni | Juni | Juni | Juni | Juni | Juni |
| Kw   | Mo   | Di   | Mi   | Do   | Fr   | Sa   | So   |
| ---- | ---- | ---- | ---- | ---- | ---- | ---- | ---- |
| 22   |      |      |      |      | 1    | 2    | 3    |
| 23   | 4    | 5    | 6    | 7    | 8    | 9    | 10   |
| 24   | 11   | 12   | 13   | 14   | 15   | 16   | 17   |
| 25   | 18   | 19   | 20   | 21   | 22   | 23   | 24   |
| 26   | 25   | 26   | 27   | 28   | 29   | 30   |      |

| Juli | Juli | Juli | Juli | Juli | Juli | Juli | Juli |
| Kw   | Mo   | Di   | Mi   | Do   | Fr   | Sa   | So   |
| ---- | ---- | ---- | ---- | ---- | ---- | ---- | ---- |
| 26   |      |      |      |      |      |      | 1    |
| 27   | 2    | 3    | 4    | 5    | 6    | 7    | 8    |
| 28   | 9    | 10   | 11   | 12   | 13   | 14   | 15   |
| 29   | 16   | 17   | 18   | 19   | 20   | 21   | 22   |
| 30   | 23   | 24   | 25   | 26   | 27   | 28   | 29   |
| 31   | 30   | 31   |      |      |      |      |      |

| August | August | August | August | August | August | August | August |
| Kw     | Mo     | Di     | Mi     | Do     | Fr     | Sa     | So     |
| ------ | ------ | ------ | ------ | ------ | ------ | ------ | ------ |
| 31     |        |        | 1      | 2      | 3      | 4      | 5      |
| 32     | 6      | 7      | 8      | 9      | 10     | 11     | 12     |
| 33     | 13     | 14     | 15     | 16     | 17     | 18     | 19     |
| 34     | 20     | 21     | 22     | 23     | 24     | 25     | 26     |
| 35     | 27     | 28     | 29     | 30     | 31     |        |        |

| September | September | September | September | September | September | September | September |
| Kw        | Mo        | Di        | Mi        | Do        | Fr        | Sa        | So        |
| --------- | --------- | --------- | --------- | --------- | --------- | --------- | --------- |
| 35        |           |           |           |           |           | 1         | 2         |
| 36        | 3         | 4         | 5         | 6         | 7         | 8         | 9         |
| 37        | 10        | 11        | 12        | 13        | 14        | 15        | 16        |
| 38        | 17        | 18        | 19        | 20        | 21        | 22        | 23        |
| 39        | 24        | 25        | 26        | 27        | 28        | 29        | 30        |

| Oktober | Oktober | Oktober | Oktober | Oktober | Oktober | Oktober | Oktober |
| Kw      | Mo      | Di      | Mi      | Do      | Fr      | Sa      | So      |
| ------- | ------- | ------- | ------- | ------- | ------- | ------- | ------- |
| 40      | 1       | 2       | 3       | 4       | 5       | 6       | 7       |
| 41      | 8       | 9       | 10      | 11      | 12      | 13      | 14      |
| 42      | 15      | 16      | 17      | 18      | 19      | 20      | 21      |
| 43      | 22      | 23      | 24      | 25      | 26      | 27      | 28      |
| 44      | 29      | 30      | 31      |         |         |         |         |

| November | November | November | November | November | November | November | November |
| Kw       | Mo       | Di       | Mi       | Do       | Fr       | Sa       | So       |
| -------- | -------- | -------- | -------- | -------- | -------- | -------- | -------- |
| 44       |          |          |          | 1        | 2        | 3        | 4        |
| 45       | 5        | 6        | 7        | 8        | 9        | 10       | 11       |
| 46       | 12       | 13       | 14       | 15       | 16       | 17       | 18       |
| 47       | 19       | 20       | 21       | 22       | 23       | 24       | 25       |
| 48       | 26       | 27       | 28       | 29       | 30       |          |          |

| Dezember | Dezember | Dezember | Dezember | Dezember | Dezember | Dezember | Dezember |
| Kw       | Mo       | Di       | Mi       | Do       | Fr       | Sa       | So       |
| -------- | -------- | -------- | -------- | -------- | -------- | -------- | -------- |
| 48       |          |          |          |          |          | 1        | 2        |
| 49       | 3        | 4        | 5        | 6        | 7        | 8        | 9        |
| 50       | 10       | 11       | 12       | 13       | 14       | 15       | 16       |
| 51       | 17       | 18       | 19       | 20       | 21       | 22       | 23       |
| 52       | 24       | 25       | 26       | 27       | 28       | 29       | 30       |
| 1        | 31       |          |          |          |          |          |          |

## Ereignisse

### Politik und Weltgeschehen

#### Afrika
- 19. Januar: Im Zuge der Rebellion gegen die ägyptische Herrschaft in den Sudan-Provinzen nehmen die Streitkräfte von Muhammad Ahmad nach viermonatiger Belagerung die Stadt Al-Ubayyid ein.
- 3. bis 5. November: In der Schlacht von Scheikan besiegt eine Armee der Mahdisten eine ägyptische Armee.

#### Europa
- 1. Januar: Louis Ruchonnet wird Bundespräsident der Schweiz.
- 31. Mai: Der deutsche Reichstag verabschiedet im Zuge von Bismarcks Sozialgesetzgebung das Gesetz, betreffend die Krankenversicherung der Arbeiter.[1] Die Krankenversicherung wird eine Pflichtversicherung.
- 3. August: Die im Komitat Szabolcs wegen angeblichen Ritualmordes angeklagten Juden werden vor Gericht freigesprochen. Die agitatorisch dargestellte Affäre von Tiszaeszlár wird Ausgangspunkt für Antisemitismus in Ungarn.
- 28. September: Das Niederwalddenkmal wird eingeweiht. Ein Attentat auf Kaiser Wilhelm I. und die versammelten Fürsten scheitert.
- 30. Oktober: Rumänien schließt sich dem Dreibund an.

#### Amerika
- 20. Oktober: Der Vertrag von Ancón beendet den Salpeterkrieg zwischen Chile und Peru.
- Chile unterwirft die Mapuche und verleibt sich ihr Staatsgebiet ein.

#### Asien

Nationalflagge der Joseon-Dynastie

- 6. März: König Gojong erklärte die Taegeukgi zur ersten Nationalflagge Koreas.

### Wirtschaft

#### Geldwirtschaft
- 12. Januar: Georg Coch gründet in Österreich das k.k. Postsparcassenamt (die heutige Bawag P.S.K.) und führt den weltweit ersten Postscheckverkehr ein.
- 13. Februar: Die Deutsche Reichsbank richtet in den größeren Städten Deutschlands Abrechnungsstellen ein, um den Banken den Ausgleich ihrer gegenseitigen Forderungen zu erleichtern.

#### Patente

Feuerlose Natron-Straßenbahnlokomotive in Aachen um 1884

- 8. Mai: Moritz Honigmann erhält ein Patent auf die feuerlose Natronlokomotive.
- 4. September: Der Erfinder Emil Berliner erhält in den Vereinigten Staaten ein Patent auf eine Art der Parkettgestaltung.

#### Unternehmensgründungen
- 17. Januar: Ludwig Fredholm und Jonas Wenström gründen in Stockholm die Elektriska Aktiebolaget. Die Kapitalgesellschaft wird nach Zusammenschlüssen zum Vorläufer des Elektrotechnik-Konzerns Asea Brown Boveri (ABB).
- 21. April: Die Brüder Carl und Adolf Vorwerk gründen in Barmen die Barmer Teppichwerke Vorwerk & Co. Mit Webstühlen und Webern aus England startet die Produktion von Webteppichen mit imitierten Motiven orientalischer Knüpfteppiche.

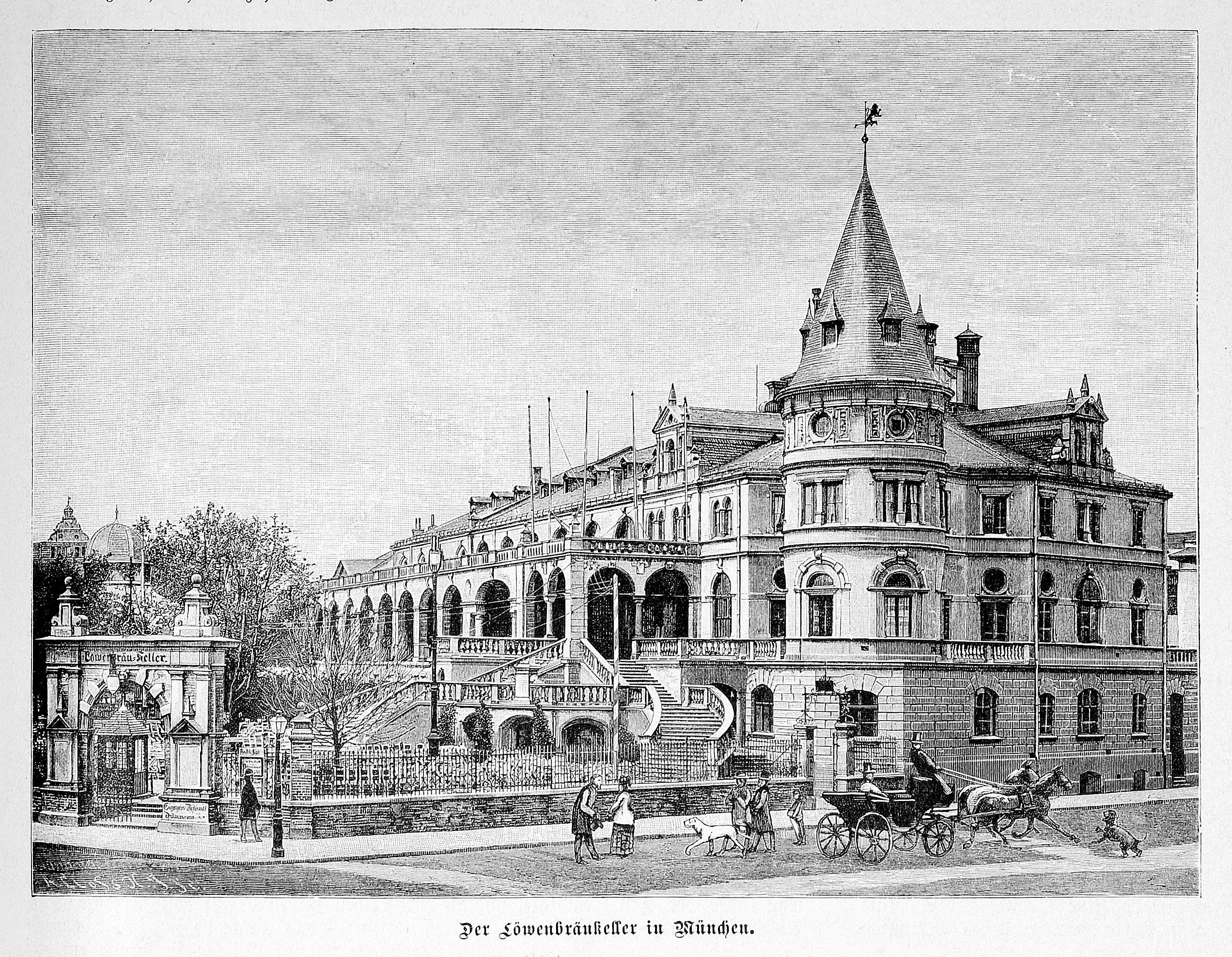
Der Löwenbräukeller um 1888,
Die Gartenlaube

- 14. Juni: In München wird der nach den Plänen von Albert Schmidt errichtete Löwenbräukeller eröffnet.
- 28. Juni: Das Kraftwerk Santa Radegonda in Mailand, das erste Wärmekraftwerk in Kontinentaleuropa, das die gewonnene elektrische Energie in ein elektrisches Verteilnetz abgibt und an mehrere Kunden verkauft, geht in Betrieb.

#### Verkehr
- 27. April: Die Altona-Kaltenkirchener Eisenbahn-Gesellschaft erhält die königliche Konzession zur Gründung.
- 5. Juni: Der erste Orient-Express startet vom Pariser Ostbahnhof zur Fahrt nach Warna am Schwarzen Meer, wo die Reisenden ein Schiff nach Konstantinopel nehmen können.
- 4. Oktober: Die offizielle Einweihungsfahrt des Orient-Express – nach dem ersten Zugstart am 5. Juni – beginnt im Pariser Bahnhof Gare de l’Est. Der initiierende belgische Reiseunternehmer Georges Nagelmackers hat auch Journalisten eingeladen. In der Folge profitiert sein Unternehmen Compagnie Internationale des Wagons-Lits, das Schlaf- und Speisewagen betreibt, von Berichten über die Reise.

#### Sonstiges
- 5. April: Aus dem gegründeten Gerichtshof zur Schlichtung von inländischen und transnationalen Konflikten innerhalb Londons erwächst mit der Zeit der weltweit tätige Schiedsgerichtshof London Court of International Arbitration.
- 16. August bis 31. Oktober: Internationale Elektrische Ausstellung 1883 in der Rotunde in Wien
- Die erste Schweizerische Landesausstellung wird in Zürich durchgeführt.

### Wissenschaft und Technik

#### Astronomie
- 30. August: Edward Barnard entdeckt im Sternbild Chemischer Ofen die als NGC 1255 bekannte Galaxie.
- 2. Oktober: Édouard Jean-Marie Stephan findet im Sternbild Pegasus die Galaxie NGC 22.
- 4. Oktober: Édouard Jean-Marie Stephan bemerkt im Sternbild Andromeda die als NGC 149 katalogisierte Galaxie.
- 6. Oktober: Édouard Jean-Marie Stephan entdeckt im Sternbild Andromeda die später so bezeichneten Galaxien NGC 181, NGC 183 und NGC 184.
- 8. Oktober: Édouard Jean-Marie Stephan spürt im Sternbild Walfisch die Galaxie NGC 62 auf.

#### Kriminologie und Medizin
- 20. Februar: Alphonse Bertillon gelingt mit Hilfe eines von ihm entwickelten Systems die Identifizierung eines Straftäters aufgrund der Körpermaße des rückfällig Gewordenen.
- Robert Koch isoliert zusammen mit Fischer und Georg Gaffky den Cholera-Erreger aus dem Darm verstorbener Patienten.

#### Sonstige wissenschaftliche und technische Ereignisse
- 24. Mai: Die Brooklyn Bridge wird unter dem Namen East River Bridge zwischen Manhattan und Brooklyn in New York City eröffnet.
- Filmgeschichte: Étienne-Jules Marey entwickelt die Chronofotografische Flinte, die das Visieren und Fotografieren von im Raum bewegten Objekten erlaubt.
- An der Technischen Hochschule Darmstadt wird der weltweit erste Studiengang für Elektrotechnik eingerichtet.

### Kultur

#### Bildende Kunst
- 20. Oktober: Der Museumsverein Aachen eröffnet in der Alten Redoute in Aachen das vom Unternehmer und Kunstmäzen Barthold Suermondt gestiftete Suermondt-Museum.
- 28. Oktober: In Brüssel wird die Künstlergruppe Société des Vingt gegründet.

#### Literatur

Titel der Erstausgabe des später so genannten „Ersten Teils“

#### Musik und Theater
- 16. Februar: Die Uraufführung der Oper Der Gefangene im Kaukasus von César Cui findet am Mariinski-Theater in Sankt Petersburg statt.
- 17. März: Das Drama Dejanice von Alfredo Catalani wird am Teatro alla Scala di Milano in Mailand uraufgeführt.
- 14. April: Die Oper Lakmé von Léo Delibes mit dem Libretto von Edmond Gondinet nach dem Roman Rarahu ou Le Mariage de Loti von Pierre Loti erlebt an der Pariser Opéra-Comique ihre Uraufführung.

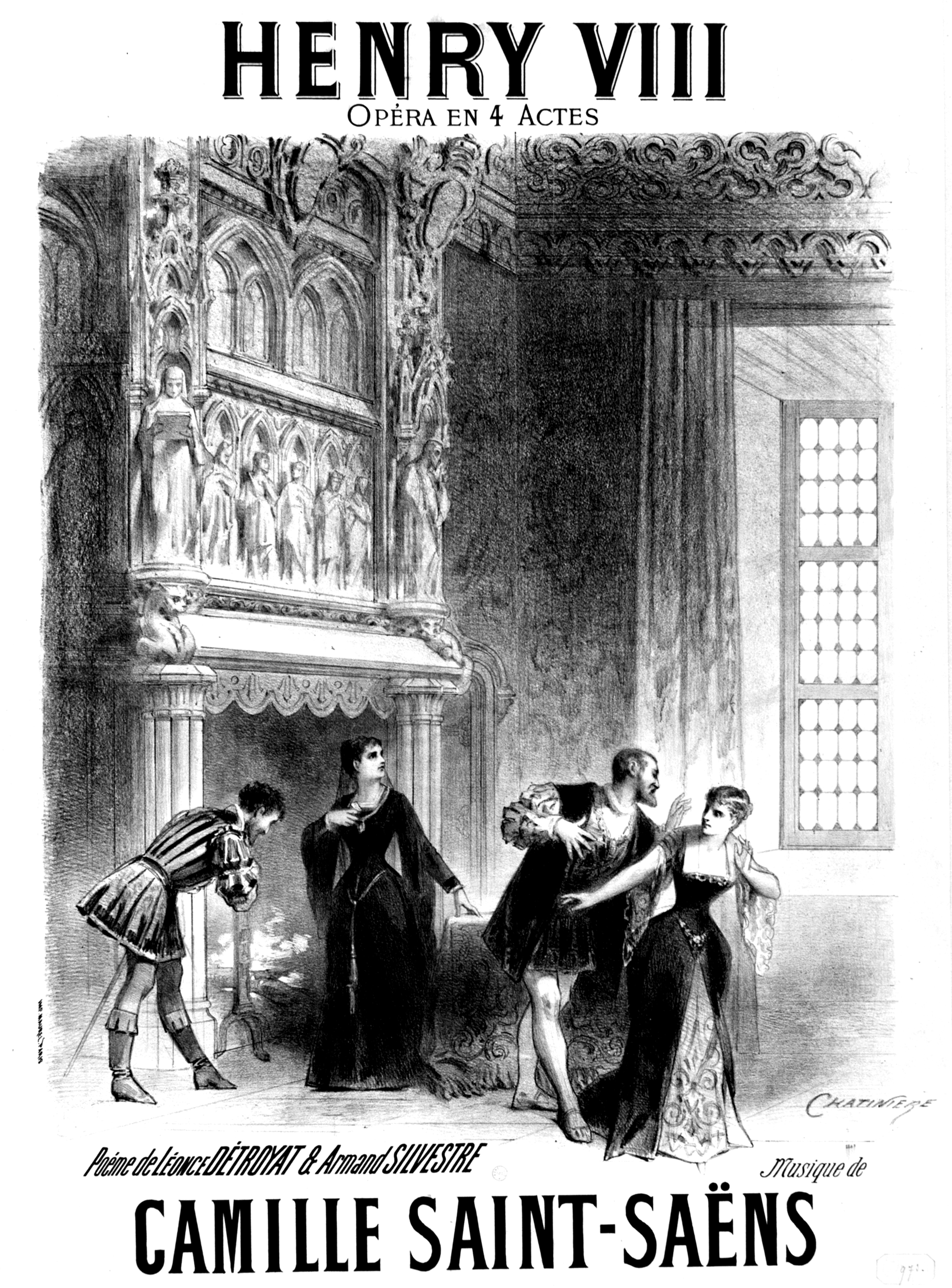
Illustration zur Uraufführung von Henry VIII

- 5. Mai: Die Oper Henry VIII von Camille Saint-Saëns mit einem Libretto von Pierre-Léonce Détroyat und Paul-Armand Silvestre nach Pedro Calderón de la Barcas historischem Drama La cisma de Ingalaterra wird an der Grand Opéra Paris uraufgeführt.
- 3. Oktober: Am Neuen Friedrich-Wilhelmstädtischen Theater in Berlin wird die Operette Eine Nacht in Venedig von Johann Strauss (Sohn) uraufgeführt. Die Wiener Operette der goldenen Ära mit den Texten von Friedrich Zell und Richard Genée fällt bei Publikum und Kritik gleichermaßen durch. Erst einer überarbeiteten Version, die im Theater an der Wien am 9. Oktober Premiere hat, ist Erfolg beschieden.
- 22. Oktober: Die neu erbaute Metropolitan Opera am Broadway in New York City wird mit der Oper Faust von Charles Gounod eröffnet.
- Aus dem Zusammenschluss mehrerer Institutionen entsteht die London Academy of Music and Dramatic Art.
- César Franck: Psalm 150

#### Sonstiges
- 19. Mai: William Frederick Cody, bekannter als Buffalo Bill, führt seine Wildwest-Show in Omaha/Nebraska erstmals auf und geht sodann auf Tournee.
- Der amerikanische Chirurg George Howard Monks erfindet das Spiel Halma.
- Eröffnung des reformationsgeschichtlichen Museums „Lutherhaus“ in Wittenberg.

### Gesellschaft
- 24. April: Der bayerische König Ludwig II. erhebt den Kurort Kissingen zum königlich bayerischen „Staatsbad“.
- 27. April: Das Royal Red Cross wird von Königin Victoria als militärische Auszeichnung für Verdienste in der Krankenpflege ins Leben gerufen.

### Katastrophen
- 19. Januar: Der deutsche Passagierdampfer Cimbria sinkt nach einer Kollision bei Borkum, 437 Menschen sterben.
- 28. Juli: Ein Erdbeben auf Ischia zerstört 1.200 Häuser in Casamicciola Terme und Lacco Ameno und fordert 2.000 Tote.
- 27. August: Der indonesische Vulkan Krakatau bricht aus. Es folgt ein Tsunami mit 40 Meter hohen Wellen im Umkreis von 80 km. Insgesamt gibt es etwa 36.000 Tote.
- 2. September: Beim Eisenbahnunfall von Steglitz kommen zwischen 39 und 70 Menschen ums Leben.
- November: Auf dem Genfersee stoßen die Dampfer 'Rhone' und 'Cygne' zusammen, 14 Menschen verlieren dabei ihr Leben.

### Natur und Umwelt
- 12. August: Im Artis-Zoo in Amsterdam stirbt das weltweit letzte Exemplar des Quaggas, einer untypisch gefärbten Unterart des Steppenzebras.

### Sport
- 18. März: In Köln wird der erste deutsche Ruderverband gegründet.
- 24. Februar: Der Wiener Cyclisten Club, der älteste Sportverein Österreichs, wird als reiner Radsportverein gegründet.
- 26. April bis 23. Juni: Beim stark besetzten Schachturnier zu London siegt Johannes Hermann Zukertort vor Wilhelm Steinitz. Die beiden Spieler kämpfen drei Jahre später um die Schachweltmeisterschaft.
- 24. Juli: Beim Versuch, für ein Preisgeld von 12.000 £ die Whirlpool Rapids des Niagara River zu durchschwimmen, wird Matthew Webb von einem Strudel in die Tiefe gezogen. Vier Tage später wird seine Leiche gefunden. Rund acht Jahre zuvor war es Webb als Erstem gelungen, den Ärmelkanal ohne Hilfsmittel zu durchschwimmen.
- 19. August: Die erste deutsche Meisterschaft im Schwimmen wird in Grunewald im Halensee ausgetragen. Sieger wird Wilhelm Krüger aus Hamburg über die englische Meile (1609 Meter) mit einer Zeit von 41:03 Minuten.
- Das Baseballteam Philadelphia Quakers wird gegründet.

## Geboren

### Januar
- 01. Januar: William Joseph Donovan, US-amerikanischer Geheimdienst-Mitarbeiter († 1959)
- 01. Januar: Ernst Hermsen, deutscher Jurist

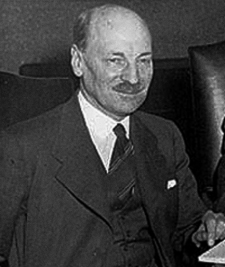
Clement Attlee, 1945

- 03. Januar: Clement Attlee, britischer Premierminister von 1945 bis 1951 († 1967)
- 03. Januar: Sylvie, französische Schauspielerin († 1970)
- 04. Januar: Max Eastman, US-amerikanischer Schriftsteller († 1969)
- 05. Januar: Marie-Louise Bouglé, französische Feministin († 1936)
- 05. Januar: Daniël Clarembaux, belgischer Ruderer († 1928)
- 05. Januar: Döme Sztójay, ungarischer Militär und Politiker († 1946)
- 06. Januar: Khalil Gibran, libanesischer Künstler und Dichter († 1931)
- 06. Januar: Friedrich Pfister, deutscher Philologe († 1967)
- 08. Januar: Edwin Arthur Kraft, US-amerikanischer Organist und Komponist († 1962)
- 08. Januar: Hugo Prinz, deutscher Althistoriker († 1934)
- 09. Januar: William Garbutt, englischer Fußballspieler und -trainer († 1964)
- 10. Januar: Oscar Goerke, US-amerikanischer Radrennfahrer († 1934)
- 10. Januar: Alfred Saalwächter, deutscher Admiral († 1945)
- 10. Januar: Alexei Nikolajewitsch Tolstoi, russischer Schriftsteller († 1945)
- 11. Januar: Carlo Maffeis, italienischer Motorradrennfahrer († 1921)
- 11. Januar: Jacob Picard, deutscher Dichter († 1967)
- 12. Januar: Wilhelm Groß, deutscher Künstler und Prediger († 1974)
- 12. Januar: Gustav Otto, deutscher Flugzeugbauer († 1926)
- 13. Januar: Nate Cartmell, US-amerikanischer Leichtathlet († 1967)
- 13. Januar: Friedrich Klinge, deutscher Politiker († 1949)
- 15. Januar: Heinrich Roman Abt, Schweizer Politiker († 1942)
- 15. Januar: Carlo Colombi, Schweizer Ingenieur und Hochschullehrer († 1966)
- 18. Januar: Edith Andreae, deutsche Salonnière († 1952)
- 18. Januar: Henri Guibert, französischer Automobilrennfahrer († 1967)
- 18. Januar: George Oliver, US-amerikanischer Golfspieler († 1965)
- 19. Januar: Hermann Abendroth, deutscher Dirigent († 1956)
- 20. Januar: Bertram Ramsay, britischer Admiral († 1945)
- 21. Januar: Olav Aukrust, norwegischer Lyriker († 1929)
- 21. Januar: James H. Duff, US-amerikanischer Politiker († 1969)
- 25. Januar: Homer Bone, US-amerikanischer Jurist und Politiker († 1970)
- 26. Januar: Kees Bekker, niederländischer Fußballspieler († 1964)
- 26. Januar: Hans Georg von Mackensen, deutscher Staatssekretär und Botschafter († 1947)
- 26. Januar: Bindo Maserati, italienischer Ingenieur, Unternehmer und Automobilrennfahrer († 1980)
- 27. Januar: Bernhard Aschner, österreichischer Physiologe und Arzt († 1960)
- 27. Januar: Gottfried Feder, deutscher Wirtschaftstheoretiker und Politiker der NSDAP († 1941)
- 27. Januar: Bok de Korver, niederländischer Fußballspieler († 1957)
- 27. Januar: Frantz Rosenberg, norwegischer Sportschütze († 1956)
- 28. Januar: Otto Ostrowski, deutscher Politiker († 1963)
- 29. Januar: Charles Méré, französischer Schriftsteller († 1970)

Hildegard Burjan

- 30. Januar: Hildegard Burjan, deutsche Ordensgründerin und Politikerin († 1933)
- 31. Januar: Paul Hennicke, deutscher NS-Politiker, SS-Gruppenführer († 1967)
- 31. Januar: Oskar von Hindenburg, deutscher Militär, Sohn von Paul von Hindenburg († 1960)
- 31. Januar: Hermann Höpker-Aschoff, deutscher Politiker und Verfassungsgerichtspräsident († 1954)

### Februar
- 02. Februar: Michail Gnessin, russischer Komponist († 1957)
- 02. Februar: Adolf Helbok, österreichischer Historiker und Volkskundler († 1968)
- 02. Februar: Hugo Wolfgang Philipp, deutscher Schriftsteller († 1969)
- 04. Februar: Mary Achenbach, britisch-deutsche Malerin († 1975)
- 04. Februar: George Kennedy Allen Bell, anglikanischer Bischof († 1958)

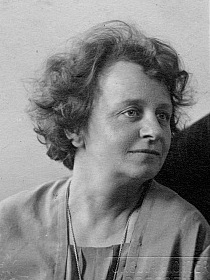
Etha Richter

- 04. Februar: Etha Richter, deutsche Bildhauerin († 1977)
- 05. Februar: Teddy Tetzlaff, US-amerikanischer Automobilrennfahrer († 1929)
- 06. Februar: Isaak Abelin, Schweizer Chemiker, Pharmazeut und Hochschullehrer († 1965)
- 06. Februar: Dmitri Pawlowitsch Grigorowitsch, sowjetischer Flugzeugkonstrukteur († 1938)
- 06. Februar: Frederick Hulford, britischer Leichtathlet († 1976)
- 06. Februar: Carl Arthur Richter, Schweizer Komponist und Dirigent († 1957)
- 07. Februar: Eric Temple Bell, schottisch-US-amerikanischer Mathematiker († 1960)
- 08. Februar: Gregori Aminoff, schwedischer Künstler († 1947)
- 08. Februar: Joseph Schumpeter, österreichischer Ökonom und viel gelesener Autor († 1950)
- 09. Februar: Fritz August Breuhaus de Groot, deutscher Architekt und Gestalter († 1960)
- 09. Februar: Fritz Windgassen, deutscher Sänger (Tenor) († 1963)
- 11. Februar: Brigitte Adolphsen, deutsche Schriftstellerin († 1968)
- 11. Februar: Arthur Grimm, deutscher Maler († 1948)
- 12. Februar: Alexandra Ramm-Pfemfert, deutsch-russische Übersetzerin, Publizistin und Galeristin († 1963)
- 14. Februar: Heinrich Wienken, Bischof des Bistums Meißen († 1961)
- 15. Februar: Fritz Gerlich, deutscher Journalist und Historiker († 1934)
- 15. Februar: Sax Rohmer, englischer Kriminalautor und Esoteriker († 1959)
- 19. Februar: Hugo Atzwanger, österreichischer Maler, Grafiker, Fotograf und Volkskundler († 1960)
- 20. Februar: Lucie Höflich, deutsche Schauspielerin († 1956)
- 23. Februar: Adolf II., Fürst zu Schaumburg-Lippe († 1936)
- 23. Februar: Ludwig Bergsträsser, deutscher Politiker († 1960)

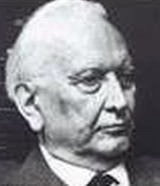
Karl Jaspers

- 23. Februar: Karl Jaspers, deutscher Philosoph und Psychiater († 1969)
- 23. Februar: Otto Nuschke, deutscher Politiker und stellvertretender Ministerpräsident der DDR († 1957)

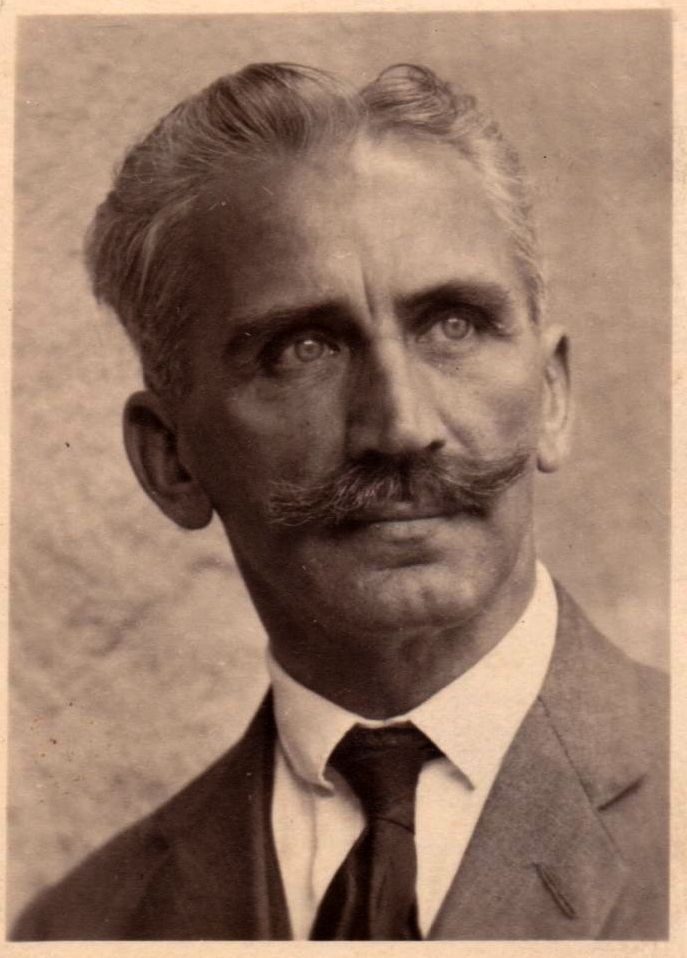
Karl Stanka

- 23. Januar: Karl Stanka, deutscher Maler, Zeichner und Chronist († 1947)
- 24. Februar: Amleto Giovanni Cicognani, italienischer Kardinalstaatssekretär der katholischen Kirche († 1973)
- 25. Februar: Johanna Magerfleisch, deutsche Malerin († 1972)
- 25. Februar: Heinrich Siebenhaar, deutscher Kunstturner († 1946)
- 26. Februar: Frederik Muller Jzn., niederländischer klassischer Philologe († 1944)
- 28. Februar: Gustav Beckmann, deutscher Musikwissenschaftler, Dirigent und Komponist († 1948)

### März
- 02. März: Nikos Kazantzakis, griechischer Schriftsteller († 1957)
- 03. März: Cyril Burt, britischer Psychologe († 1971)
- 04. März: J. R. Tremblay, kanadischer Schauspieler und Autor († 1959)
- 05. März: Hans Adam, deutscher Marineoffizier († 1948)
- 05. März: Marius Barbeau, kanadischer Anthropologe, Ethnologe und Folkloreforscher († 1969)
- 05. März: Ludwig Sauerhöfer, deutscher Ringer († 1914)
- 05. März: Otto Schmitz, deutscher Jurist und Politiker († 1942)
- 07. März: Année Rinzes de Jong, niederländischer Pfarrer und Anarchist († 1970)
- 08. März: Adolf Köster, deutscher Politiker und Diplomat († 1930)
- 09. März: Umberto Saba, italienischer Dichter und Schriftsteller († 1957)
- 11. März: Paul Levi, deutscher Rechtsanwalt und Politiker († 1930)
- 12. März: Oskar Wackerzapp, deutscher Politiker († 1965)
- 13. März: Takamura Kōtarō, japanischer Lyriker, Essayist und Bildhauer († 1956)
- 13. März: Mehmed Spaho, jugoslawischer Politiker († 1939)
- 14. März: Oskar Waldhauer, deutsch-baltischer Klassischer Archäologe († 1935)
- 16. März: Leopold Arzt, österreichischer Mediziner († 1955)
- 16. März: Leo Schwering, deutscher Historiker, Philologe, Gymnasiallehrer und Politiker († 1971)
- 17. März: Johan Bierens de Haan, niederländischer Bio- und Ethologe († 1958)
- 18. März: Chino Shōshō, japanischer Germanist und Übersetzer († 1946)
- 19. März: Josef Matthias Hauer, österreichischer Komponist († 1959)
- 19. März: Walter Norman Haworth, britischer Chemiker († 1950)
- 19. März: Oreste Mazzia, italienischer Fußballspieler und Mediziner († 1918)
- 19. März: Joseph Stilwell, US-amerikanischer General († 1946)
- 19. März: Gladys Willan, kanadische Musikpädagogin und Pianistin († 1964)
- 20. März: Martin Karl Hasse, deutscher Hochschullehrer, Komponist und Musikschriftsteller († 1960)
- 20. März: George Wallach, britischer Cross- und Langstreckenläufer († 1980)
- 21. März: Ernst Neustadt, deutscher Altphilologe, Pädagoge und Schulleiter († 1942)
- 21. März: Karl Pündter, deutscher Schauspieler, Regisseur, Hörspielsprecher und nach 1945 Leiter der Abteilung Schulfunk beim NWDR in Hamburg († 1975)
- 23. März: Basilio Khouri, syrischer Erzbischof († 1941)
- 23. März: Rudolf Nilius, österreichischer Dirigent und Komponist († 1962)
- 27. März: Edgar J. Anzola, venezolanischer Filmproduzent, Rundfunkpionier, Journalist und Karikaturist († 1981)
- 27. März: Felix Daniel Ascher, deutscher Architekt († 1952)
- 28. März: Herbert Schlink, australischer Mediziner, Krankenhausmanager und Wintersportler († 1962)
- 29. März: Riku Korhonen, finnischer Turner († 1932)

### April
- 01. April: Karl Arnold, deutscher Künstler, Zeichner des Simplicissimus († 1953)
- 01. April: Lon Chaney, US-amerikanischer Schauspieler der Stummfilmzeit († 1930)
- 01. April: Wladimir Kenig, polnischer Komponist († 1929)
- 03. April: Walter Walker, US-amerikanischer Politiker († 1956)
- 04. April: Josip Mandić, kroatischer Komponist († 1959)
- 05. April: Victor Julius Franz, deutscher Zoologe († 1950)
- 05. April: Walter Huston, kanadischer Schauspieler († 1950)
- 05. April: Tan Cheng Lock, malayischer Geschäftsmann, Gründer der Malaysian Chinese Association († 1960)
- 06. April: Vernon Dalhart, US-amerikanischer Sänger und Country-Musiker († 1948)
- 06. Februar: Luigi Gibezzi, italienischer Ingenieur, Fußballspieler und -funktionär († 1956)
- 07. April: Gino Severini, italienischer Maler († 1966)
- 12. April: Otto Bartning, deutscher Architekt und Architekturtheoretiker († 1959)
- 12. April: Francis Cadell, schottischer Maler († 1937)
- 12. April: Imogen Cunningham, US-amerikanische Fotografin († 1976)
- 13. April: Alexander Alexandrow, russischer Komponist († 1946)
- 15. April: Stanley Bruce, australischer Politiker und Premierminister († 1967)
- 15. April: Lucien Molon, französischer Automobilrennfahrer († 1957)
- 17. April: Walter Wilhelm Goetze, deutscher Operetten-Komponist († 1961)
- 19. April: Anton Becker, deutscher Politiker († 1965)
- 19. April: Hans Burgeff, deutscher Botaniker und Universitätsprofessor († 1976)
- 19. April: Richard von Mises, österreichischer Mathematiker († 1953)
- 20. April: Hubert Rickelmann, deutscher Heimatforscher und Autor († 1961)
- 20. April: Georg Wiegner, deutscher Agrikulturchemiker und Bodenkundler († 1936)
- 22. April: Magdalena Heinroth, deutsche Zoologin († 1932)
- 25. April: Semjon Budjonny, Marschall der Sowjetunion, dreifacher Held der Sowjetunion († 1973)
- 26. April: Wilhelm Kattwinkel, deutscher Reichstagsabgeordneter († 1953)
- 26. April: Bruno Neumann, deutscher General und Vielseitigkeitsreiter († 1943)
- 27. April: Richard Arnold Bermann, österreichischer Journalist und Reiseschriftsteller († 1939)
- 28. April: Etta Federn-Kohlhaas, österreichische Schriftstellerin († 1951)
- 29. April: Arno Bruchardt, deutscher Schriftsetzer und Politiker (USPD/SPD) († 1945)
- 30. April: Hans Breuer, deutscher Arzt und Wandervogel, Herausgeber des Zupfgeigenhansl († 1918)
- 30. April: Jaroslav Hašek, tschechischer Schriftsteller († 1923)
- 30. April: Indalecio Prieto, spanischer Politiker († 1962)

### Mai
- 01. Mai: Karel Heijting, niederländischer Fußballspieler († 1951)
- 02. Mai: Alessandro Cagno, italienischer Automobilrennfahrer († 1971)
- 02. Mai: Otto Weidt, deutscher Besitzer einer Blindenwerkstatt und Nazi-Gegner, Gerechter unter den Völkern († 1947)
- 05. Mai: Georg Achtelstetter, deutscher Maler und Schriftsteller († 1973)
- 05. Mai: Petar Konjović, serbischer Komponist, Musikpädagoge und -wissenschaftler († 1970)
- 05. Mai: Rudolf Spielmann, österreichischer Schachgroßmeister († 1942)
- 08. Mai: Wilhelm Pschorr, deutscher Tierarzt und Ministerialbeamter († 1958)
- 09. Mai: Armin Berg, österreichischer Kabarettist († 1956)
- 09. Mai: José Ortega y Gasset, spanischer Philosoph, Soziologe und Essayist († 1955)
- 10. Mai: Heinz von Hennig, deutscher Schachspieler († 1947)
- 10. Mai: Victor Johnson, britischer Radrennfahrer († 1951)
- 10. Mai: Eugen Leviné, deutscher Kommunist († 1919)
- 11. Mai: Johannes Maria Verweyen, deutscher Philosoph († 1945)
- 12. Mai: Auguste Castille, französischer Turner († 1971)
- 13. Mai: George Nicolas Papanicolaou, griechisch-US-amerikanischer Arzt und Pathologe († 1962)
- 14. Mai: Karl Barwick, deutscher Altphilologe († 1965)
- 15. Mai: Maurice Feltin, Erzbischof von Paris und Kardinal († 1975)
- 15. Mai: Bolesław Fotygo-Folański, polnischer Schauspieler, Opernsänger und -Regisseur († 1954)
- 16. Mai: Celâl Bayar, türkischer Staatspräsident († 1986)
- 17. Mai: Karl Vesper, deutscher Kommunist und Widerstandskämpfer († 1933)

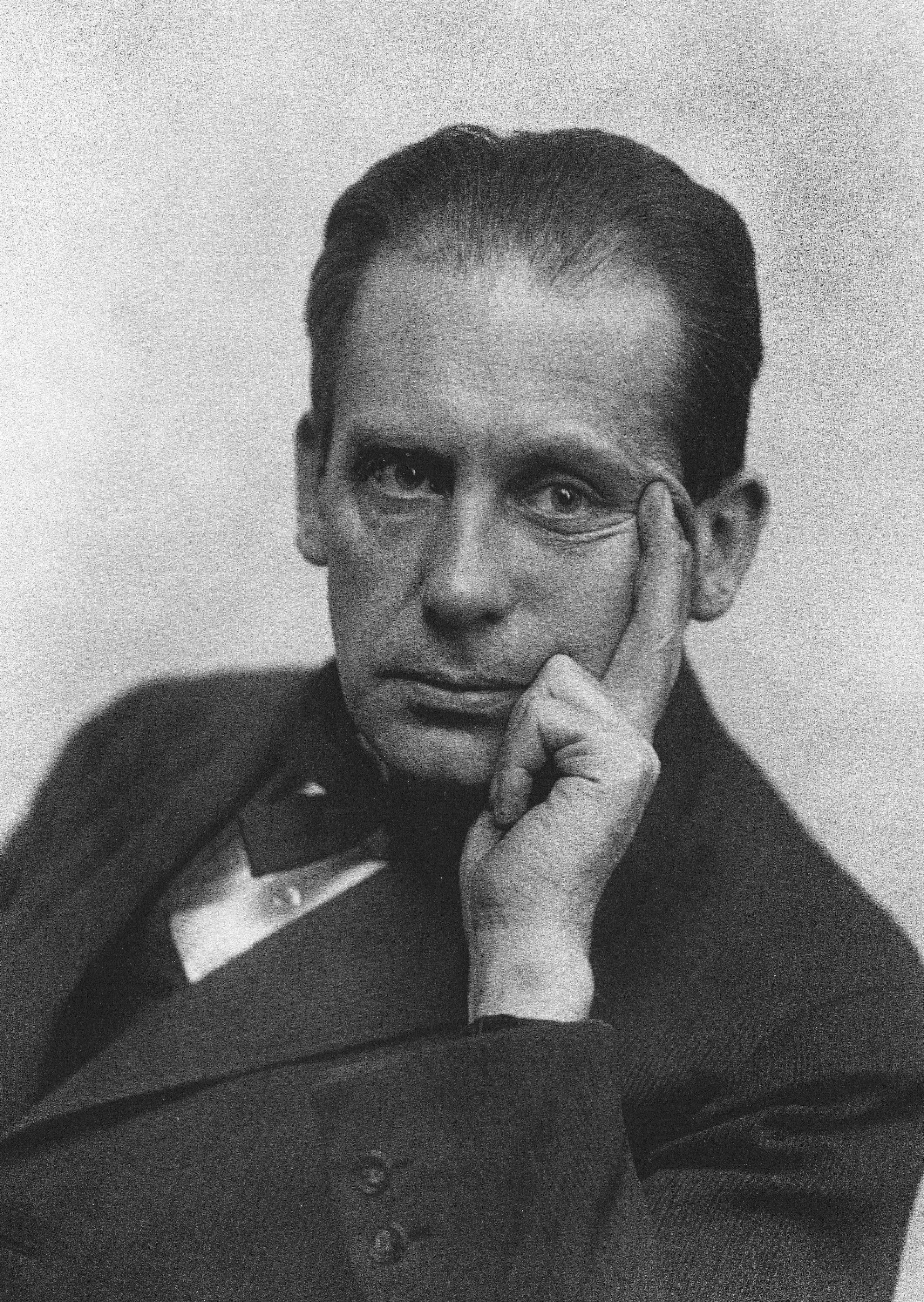
Walter Gropius, 1919

- 18. Mai: Walter Gropius, deutscher Architekt († 1969)
- 18. Mai: Theodor Loos, deutscher Schauspieler († 1954)
- 20. Mai: Jan Kašpar, tschechischer Ingenieur und erster Flugzeugkonstrukteur und Pilot in Tschechien († 1927)
- 23. Mai: Ewald Banse, deutscher Geograph und Schriftsteller († 1953)

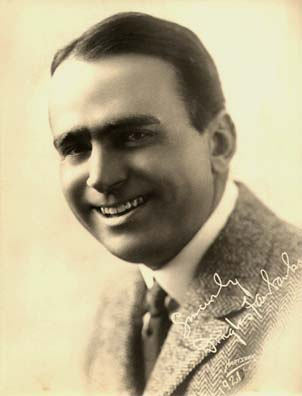
Douglas Fairbanks senior, 1921

- 23. Mai: Douglas Fairbanks sen., US-amerikanischer Schauspieler († 1939)
- 23. Mai: Walter Hollweg, deutscher reformierter Theologe und Landessuperintendent († 1974)
- 25. Mai: Arthur Catterall, englischer Geiger, Dirigent und Musikpädagoge († 1943)
- 25. Mai: Fritz Enderlin, Schweizer Lehrer, Dialektologe, Mundart-Schriftsteller und Kirchenlied-Dichter († 1971)
- 25. Mai: Carl-Friedrich Böninger, deutscher Manager († 1953)
- 25. Mai: Marie Oldekop, deutsche Malerin († 1971)
- 26. Mai: Peter Kürten, deutscher Sexualmörder († 1931)
- 28. Mai: George Dyson, englischer Komponist († 1964)
- 29. Mai: George Alexander Parks, US-amerikanischer Politiker († 1984)
- 30. Mai: Riccardo Zandonai, italienischer Komponist († 1944)
- 31. Mai: Barry Conners, US-amerikanischer Schauspieler, Dramatiker und Drehbuchautor († 1933)

### Juni
- 01. Juni: Alfred Amonn, österreichischer Nationalökonom († 1962)
- 02. Juni: August Ackermann, Schweizer Pfarrer und Publizist († 1968)
- 02. Juni: Henri Stoffel, französischer Automobilrennfahrer († 1972)
- 03. Juni: Josef Ponten, deutscher Architekt, Kunsthistoriker und Schriftsteller († 1940)
- 04. Juni: Hans Ehrenberg, deutscher Theologe († 1958)
- 04. Juni: Adolf Maurer, Schweizer Theologe und Schriftsteller († 1976)
- 05. Juni: John Maynard Keynes, englischer Mathematiker und Ökonom († 1946)
- 07. Juni: Horst Goeldel-Bronikowen, deutscher Sportschütze († unbekannt)
- 08. Juni: Valentin Appel, deutscher Schauspieler und Regisseur († 1950)
- 08. Juni: Alfred Leonhard Tietz, deutscher Unternehmer († 1941)
- 10. Juni: Josef Weiger, deutscher römisch-katholischer Pfarrer und Theologe († 1966)
- 14. Juni: Franz Landsberger, deutscher Kunsthistoriker († 1964)
- 17. Juni: Johann Wartner, deutscher Politiker († 1963)
- 20. Juni: Hermann Rützler, österreichischer Fotograf und Automobilrennfahrer († 1960)
- 21. Juni: Emil Preetorius, deutscher Grafiker und Bühnenbildner († 1973)
- 23. Juni: Peter Öhler, deutscher Ringer († 1945)
- 24. Juni: Fritz Löhner-Beda, österreichischer Librettist, Schlagertexter und Schriftsteller († 1942)

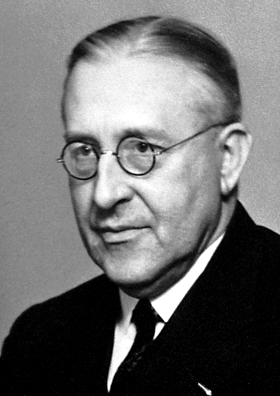
Victor Franz Hess

- 24. Juni: Victor Franz Hess, deutscher Physiker und Nobelpreisträger († 1964)
- 28. Juni: Pierre Laval, französischer Politiker († 1945)
- 28. Juni: Weiß Ferdl, deutscher (bayerischer) Volkssänger und -schauspieler († 1949)
- 30. Juni: Ed Wachter, US-amerikanischer Basketballspieler († 1966)

### Juli
- 02. Juli: Próspero López Buchardo, argentinischer Komponist († 1964)

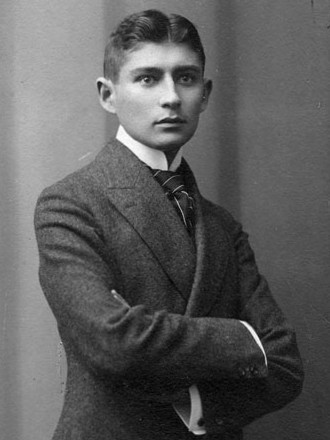
Franz Kafka, um 1906

- 03. Juli: Franz Kafka, deutsch-österreichischer Schriftsteller († 1924)
- 03. Juli: Fried Lübbecke, deutscher Kunsthistoriker († 1965)
- 04. Juli: Fritz Reiche, deutscher Physiker († 1969)
- 04. Juli: Maximilian Ossejewitsch Steinberg, russischer Komponist († 1946)
- 04. Juli: Rube Goldberg, US-amerikanischer Cartoonist († 1970)
- 06. Juli: Arnold Kohlschütter, deutscher Astrophysiker († 1969)
- 07. Juli: Albert Clément, französischer Automobilrennfahrer († 1907)

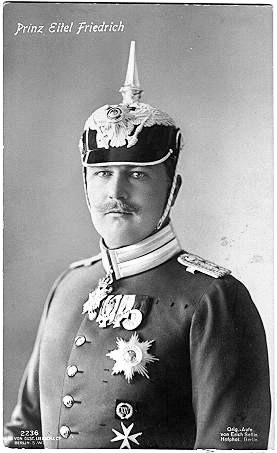
Eitel Friedrich von Preußen

- 07. Juli: Eitel Friedrich von Preußen, preußischer Generalmajor († 1942)
- 07. Juli: Toivo Kuula, finnischer Komponist († 1918)
- 10. Juli: Friedrich Flick, deutscher Unternehmer († 1972)
- 10. Juli: Johannes Blaskowitz, deutscher Generaloberst († 1948)
- 10. Juli: Sam Wood, US-amerikanischer Filmregisseur († 1949)
- 13. Juli: Kurt Aßmann, deutscher Marineoffizier († 1962)
- 13. Juli: Peter Feit (später Phra Chenduriyang), thailändischer Komponist († 1968)
- 14. Juli: Arthur Horace James, US-amerikanischer Politiker († 1973)
- 14. Juli: Alexandru Zirra, rumänischer Komponist († 1946)
- 15. Juli: Albert Anselmi, italo-US-amerikanischer Auftragsmörder († 1929)
- 16. Juli: Franz Nabl, österreichischer Schriftsteller († 1974)
- 17. Juli: James Abbe, amerikanischer Fotojournalist und Radiomoderator († 1973)
- 17. Juli: Friedrich Ahlers-Hestermann, deutscher Maler und Kunstschriftsteller († 1973)
- 17. Juli: Friedel Hoefer, deutsche Porträt- und Landschaftsmalerin († 1960)
- 17. Juli: Bart de Ligt, niederländischer Theologe, Autor und Anarchist († 1938)
- 17. Juli: Mauritz Stiller, schwedischer Stummfilmregisseur und Entdecker von Greta Garbo († 1928)
- 18. Juli: Lew Borissowitsch Kamenew, sowjetischer Politiker († 1936)
- 18. Juli: Hermann Baden, Präsident des Verbandes Jüdischer Gemeinden in der DDR († 1962)
- 18. Juli: Chiang K'ang-Hu, chinesischer Politiker und Literaturwissenschaftler († 1954)
- 19. Juli: Karl Gatermann der Ältere, deutscher Maler, Zeichner und Graphiker († 1959)
- 20. Juli: Hans Jauch, deutscher Offizier und Freikorpsführer († 1965)
- 20. Juli: Christian Jensen, deutscher Altphilologe und Papyrologe († 1940)
- 21. Juli: Nat Phillips, australischer Theaterleiter, Komiker und Entertainer († 1932)
- 22. Juli: Friedrich Brunstäd, deutscher evangelischer Theologe und Philosoph († 1944)
- 22. Juli: Karl Preisendanz, deutscher Altphilologe, Papyrologe und Bibliothekar († 1968)
- 23. Juli: Borghild Bryhn-Langgaard, norwegische Sängerin und Musikpädagogin († 1939)
- 24. Juli: Christian Börger, deutscher Orgelbauer († 1955)
- 24. Juli: Katia Mann, Ehefrau von Thomas Mann († 1980)
- 25. Juli: Alfredo Casella, italienischer Komponist, Musiker und Musikkritiker († 1947)
- 26. Juli: Eberhard Arnold, deutscher Theologe, Philosoph, Pädagoge und Publizist († 1935)
- 27. Juli: Jóhannes á Borg, isländischer Ringer, Zirkuskünstler und Hotelier († 1968)
- 27. Juli: Maeda Yūgure, japanischer Lyriker († 1951)
- 27. Juli: Oswald Adolf Erich, deutscher Maler und Volkskundler († 1946)

- 29. Juli: Michel Bertschus, sozialdemokratischer Politiker und Abgeordneter († 1943)
- 29. Juli: Henry Bowers, britischer Polarforscher († 1912)

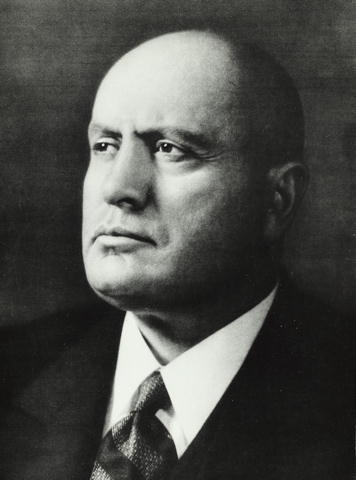
Benito Mussolini (um 1940)

- 29. Juli: Benito Mussolini, faschistischer Diktator Italiens († 1945)
- 31. Juli: Erich Heckel, deutscher Maler des Expressionismus († 1970)

### August
- 02. August: Jonathan Wainwright, US-amerikanischer General († 1953)
- 04. August: Karl Caspar, deutscher Pilot und Unternehmer († 1954)
- 04. August: René Schickele, französischer Schriftsteller († 1940)
- 05. August: Anna Elisabeth Angermann, deutsche Malerin († 1985)
- 06. August: Scott Nearing, US-amerikanischer Umweltschützer und Schriftsteller († 1983)
- 07. August: Arturo Gordon, chilenischer Maler († 1944)

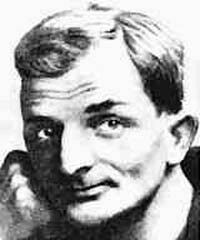
Joachim Ringelnatz, vor 1925

- 07. August: Joachim Ringelnatz, deutscher Schriftsteller und Maler († 1934)
- 07. August: Hans-Caspar von Zobeltitz, deutscher Schriftsteller und Herausgeber († 1940)
- 08. August: Doihara Kenji, japanischer Spion († 1948)
- 10. August: Fernando Cento, vatikanischer Diplomat und Kardinal der römisch-katholischen Kirche († 1973)
- 10. August: Konrad Kain, kanadischer Bergsteiger († 1934)
- 10. August: Carlos Lavín, chilenischer Komponist und Musikwissenschaftler († 1962)
- 11. August: Ernst Stadler, elsässischer Lyriker († 1914)
- 11. August: Harry Kahn, deutscher Journalist, Schriftsteller, Drehbuchautor und Übersetzer († 1970)
- 12. August: Lorenz Bock, deutscher Jurist und Politiker († 1948)
- 13. August: Gustav Zindel, Künstler aus dem böhmischen Erzgebirge († 1959)
- 15. August: Ivan Meštrović, kroatischer Professor der Bildhauerei († 1962)
- 18. August: Orville Gilbert Brim, US-amerikanischer Pädagoge und Hochschullehrer († 1987)

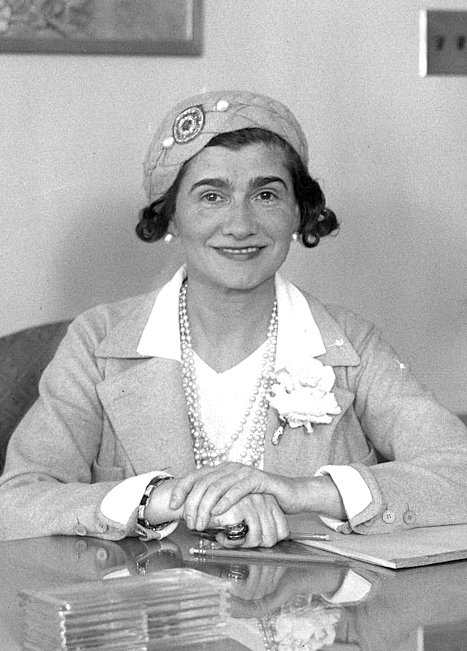
Coco Chanel, 1931

- 19. August: Coco Chanel, französische Modeschöpferin († 1971)
- 20. August: Robert Lehr, deutscher Politiker († 1956)
- 20. August: Henry Schricker, US-amerikanischer Politiker († 1966)
- 20. August: Sergio Tofano, italienischer Comiczeichner, Schriftsteller, Regisseur, Schauspieler und Maskenbildner († 1973)
- 27. August: Josef Miller, deutscher Politiker († 1964)
- 29. August: Erich Freiherr Wolff von Gudenberg, deutscher Musiker und Komponist († 1955)
- 30. August: Walter Amstalden, Schweizer Politiker und Rechtsanwalt († 1966)
- 31. August: Ramón Fonst, kubanischer Fechter († 1959)

### September
- 01. September: Justin Elie, haitianischer Komponist und Pianist († 1931)
- 02. September: Elisabeth Marie von Österreich, Tochter von Kronprinz Rudolf († 1963)
- 02. September: Rudolf Weigl, polnischer Biologe und Mediziner († 1957)
- 03. September: Harold DeForest Arnold, US-amerikanischer Elektroingenieur († 1933)
- 03. September: Ernst Pein, deutscher Forstbaumschul-Unternehmer († 1962)
- 05. September: Otto Erich Deutsch, österreichischer Musikwissenschaftler († 1967)
- 05. September: Oskar Pollak, deutsch-österreichischer Kunsthistoriker († 1915)
- 05. September: Mel Sheppard, US-amerikanischer Leichtathlet († 1942)
- 05. September: Guy Weitz, belgischer Organist und Komponist († 1970)
- 06. September: Norman Birkett, stellvertretender britischer Richter bei den Nürnberger Prozessen († 1962)
- 06. September: Giovanni Goccione, italienischer Fußballspieler († 1952)
- 10. September: Nerses W. Akinian, armenischer Kirchenhistoriker, Philologe und Armenistiker († 1963)
- 11. September: Emil Rausch, deutscher Schwimmer († 1954)
- 12. September: Gus Cannon, US-amerikanischer Blues-Musiker († 1979)
- 12. September: Theodore Christianson, US-amerikanischer Politiker († 1948)
- 13. September: Hugo Bieber, deutscher Journalist und Literaturhistoriker († 1950)
- 13. September: LeRoy Samse, US-amerikanischer Leichtathlet († 1956)
- 13. September: August Zaleski, polnischer Diplomat und Politiker († 1972)
- 14. September: Gottfried Bohnenblust, Schweizer Hochschullehrer, Germanist, Literaturhistoriker, Komponist und Schriftsteller († 1960)
- 14. September: Martin Dibelius, deutscher Theologe († 1947)
- 14. September: Alexander Meißner, deutscher Physiker († 1958)
- 16. September: Johann Culemeyer, deutscher Ingenieur († 1951)
- 17. September: Käthe Kruse, deutsche Puppenmacherin († 1968)
- 17. September: William Carlos Williams, US-amerikanischer Schriftsteller und Arzt († 1963)
- 18. September: Saladin Schmitt, deutscher Regisseur und Theaterintendant († 1951)
- 19. September: Hjalmar Bergman, schwedischer Schriftsteller († 1931)
- 20. September: Albrecht Alt, deutscher protestantischer Theologe († 1956)
- 21. September: Léopold Jouguet, französischer Automobilrennfahrer († 1953)
- 21. September: Hall S. Lusk, US-amerikanischer Jurist und Politiker († 1983)
- 23. September: Grigori Sinowjew, russischer Politiker, Kommunist († 1936)
- 24. September: Frank C. Mars, US-amerikanischer Unternehmer († 1934)
- 29. September: Hans Ankwicz-Kleehoven, österreichischer Kunsthistoriker und Generalstaatsbibliothekar († 1962)
- 29. September: Henry F. Long, US-amerikanischer Politiker († 1956)
- 30. September: Nora Stanton Blatch Barney, US-amerikanische Bauingenieurin, Architektin und Frauenrechtlerin († 1971)
- 30. September: Ernst Hellinger, deutscher Mathematiker († 1950)
- 30. September: Bernhard Rust, deutscher Politiker, Reichsminister für Erziehung, Wissenschaft und Volksbildung († 1945)

### Oktober
- 02. Oktober: Lesley T. Ashburner, US-amerikanischer Hürdenläufer († 1950)
- 02. Oktober: Bartholomäus Koßmann, deutscher Politiker († 1952)
- 02. Oktober: Karl von Terzaghi, österreichisch-US-amerikanischer Begründer der Bodenmechanik († 1963)
- 03. Oktober: Fritz Arnold, deutscher Maler († 1921)
- 03. Oktober: Gustav Wilhelm Auler, deutscher Wirtschaftswissenschaftler († 1955)

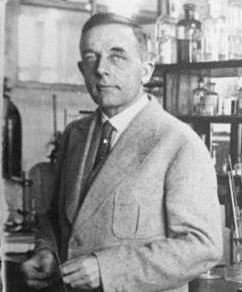
Otto Warburg

- 08. Oktober: Otto Warburg, deutscher Medizine, Physiologe und Biochemiker († 1970)
- 11. Oktober: Archibald Thompson Davison, US-amerikanischer Musikwissenschaftler, Musikpädagoge und Chordirigent († 1961)
- 11. Oktober: Wilhelm Hamacher, deutscher Politiker († 1951)
- 13. Oktober: Karl Blume, deutscher Komponist und Sänger († 1947)
- 13. Oktober: Frederick Steiwer, US-amerikanischer Politiker († 1939)
- 15. Oktober: Kurt Arnold Findeisen, deutscher Schriftsteller († 1963)
- 17. Oktober: Petro Bolbotschan, ukrainischer Militärführer († 1919)
- 17. Oktober: Alexander Sutherland Neill, schottischer Reformpädagoge († 1973)
- 20. Oktober: Hans Andrias Djurhuus, färöischer Dichter († 1951)
- 21. Oktober: Fritz Knoll, österreichischer Botaniker und Rektor der Universität Wien († 1981)
- 22. Oktober: Adolf Joffe, russisch-sowjetischer Revolutionär und Weggefährte Leo Trotzkis († 1927)
- 22. Oktober: Hugo Wast, argentinischer Schriftsteller († 1962)
- 24. Oktober: Walter Buch, Reichsleiter der NSDAP († 1949)
- 24. Oktober: Paul Scheurich, deutscher Maler, Grafiker und Kleinplastiker († 1945)
- 25. Oktober: Alexander Jegorow, Militärführer der Roten Armee im Russischen Bürgerkrieg und Marschall der Sowjetunion († 1939)
- 26. Oktober: Napoleon Hill, US-amerikanischer Schriftsteller († 1970)
- 26. Oktober: Paul Pilgrim, US-amerikanischer Leichtathlet († 1958)
- 26. Oktober: Leon R. Taylor, US-amerikanischer Politiker († 1924)
- 30. Oktober: Karel Gleenewinkel Kamperdijk, niederländischer Fußballspieler († 1975)
- 31. Oktober: Anthony Wilding, neuseeländischer Tennisspieler († 1915)

### November
- 01. November: Charles Oulmont, französischer Schriftsteller († 1984)
- 02. November: Henry Heinemann, deutsch-niederländischer Tropenmediziner († 1958)
- 02. November: Jean-Marie-Rodrigue Villeneuve, kanadischer Geistlicher, Erzbischof von Québec und Kardinal († 1947)
- 02. November: João Pernambuco, brasilianischer Gitarrist und Komponist († 1947)
- 02. November: Theodor Bannier, deutscher Politiker († unbekannt)
- 02. November: Willem Boerdam, niederländischer Fußballspieler († 1966)
- 05. November: Louis Otten, niederländischer Fußballspieler und Mediziner († 1946)
- 06. November: Joseph Lamb Bodine, US-amerikanischer Jurist († 1950)
- 06. November: Giuseppe Fietta, italienischer römisch-katholischer Kardinal († 1960)
- 06. November: Henri Nibelle, französischer Organist und Komponist († 1967)
- 07. November: Valerio Valeri, italienischer römisch-katholischer Kardinal († 1963)
- 08. November: Alexander Fersman, sowjetischer Mineraloge und Kristallograf († 1945)
- 08. November: Arnold Bax, englischer Komponist († 1953)
- 08. November: Lili Pollatz, deutsche Reformpädagogin († 1946)
- 09. November: Franz Doelle, deutscher Musiker und Komponist († 1965)
- 10. November: Olaf Bull, norwegischer Dichter († 1933)
- 11. November: Ernest Ansermet, Schweizer Dirigent († 1969)
- 14. November: Fritz Arnold, deutscher Politiker († 1950)
- 17. November: Henk Robijns, niederländischer Karambolagespieler († 1959)
- 18. November: Carl Vinson, US-amerikanischer Politiker († 1981)
- 19. November: Ned Sparks, kanadischer Schauspieler († 1957)
- 20. November: Alcibíades Arosemena, 26. Staatspräsident von Panama († 1958)
- 20. November: Theodor Roemer, deutscher Agrarwissenschaftler († 1951)
- 22. November: Konrad von Bayern, bayerischer Prinz († 1969)
- 25. November: Franz Aenderl, deutscher Politiker und Schriftsteller († 1951)
- 25. November: Diego Martínez Barrio, spanischer Politiker und Ministerpräsident († 1962)
- 26. November: Mihály Babits, ungarischer Dichter, Übersetzer und Publizist († 1941)
- 28. November: Eduard Reventlow, dänischer Diplomat († 1963)
- 29. November: Dorothee von Velsen, deutsche Schriftstellerin und Frauenrechtlerin († 1970)
- 29. November: Oskar Sillén, schwedischer Professor für Betriebswirtschaftslehre († 1965)
- 30. November: James Garfield Gardiner, kanadischer Politiker († 1962)

### Dezember
- 02. Dezember: Hermann Schafft, deutscher Theologe, religiöser Sozialist, Regierungsdirektor in Kassel († 1959)
- 03. Dezember: Marie von Buddenbrock, deutsche Kunstmalerin und Illustratorin († 1979)
- 03. Dezember: Anton Webern, österreichischer Komponist († 1945)
- 04. Dezember: Lewis L. Lorwin, US-amerikanischer Ökonom und Sozialwissenschaftler († 1970)
- 06. Dezember: Kurt Faber, deutscher Reiseschriftsteller († 1929)
- 08. Dezember: Ludwig Berwald, österreichischer Mathematiker böhmischer Herkunft († 1942)
- 08. Dezember: Franz Nachtmann, deutscher Bildhauer († 1942)
- 09. Dezember: Alexandros Papagos, griechischer Politiker und Regierungschef († 1955)
- 10. Dezember: Andrei Januarjewitsch Wyschinski, sowjetischer Politiker, Außenminister († 1954)
- 10. Dezember: Giovanni Messe, italienischer Feldherr und Politiker († 1968)
- 11. Dezember: Arthur Stanley Angwin, britischer Funkpionier († 1959)
- 14. Dezember: Manolis Kalomiris, griechischer Komponist († 1962)
- 14. Dezember: Ueshiba Morihei, japanischer Sportler (Begründer der Kampfkunst Aikidō) († 1969)
- 15. Dezember: Gioacchino Armano, italienischer Fußballspieler († 1965)

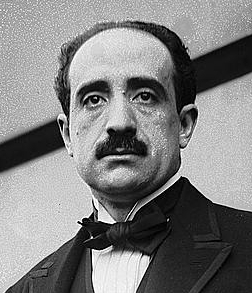
Victor Andrés Belaúnde (1920)

- 15. Dezember: Víctor Andrés Belaúnde, peruanischer Diplomat, Schriftsteller und Historiker († 1966)
- 15. Dezember: Leonhard Grebe, deutscher Physiker († 1967)
- 20. Dezember: Otakar Hřímalý, tschechischer Komponist († 1945)
- 22. Dezember: Rudolf Kalvach, österreichischer Grafiker († 1932)
- 22. Dezember: Henri Sellier, französischer Politiker († 1943)
- 22. Dezember: Edgar Varèse, französisch-US-amerikanischer Komponist und Dirigent († 1965)
- 23. Dezember: Adolf Reinach, deutscher Philosoph, Phänomenologe und Rechtstheoretiker († 1917)
- 25. Dezember: Anne-Dora Arnold, deutsche Kunst- und Porträtmalerin († 1971)
- 25. Dezember: Samuel Hugo Bergman, deutsch-österreichischer Religionsphilosoph und Zionist († 1975)
- 25. Dezember: Walter Friedrich, deutscher Biophysiker († 1968)
- 25. Dezember: Fran Lhotka, kroatischer Komponist († 1962)
- 26. Dezember: Carl Ahues, deutscher Schachspieler († 1968)
- 26. Dezember: Maurice Utrillo, französischer Maler († 1955)
- 28. Dezember: Alfred Wolfenstein, deutscher expressionistischer Lyriker, Dramatiker und Übersetzer († 1945)
- 30. Dezember: Maurice Bedel, französischer Schriftsteller († 1954)
- 30. Dezember: João Tamagnini de Sousa Barbosa, portugiesischer Militär und Politiker, Ministerpräsident von Portugal († 1948)
- 000Dezember: Black Elk, indianischer Medizinmann († 1950)

### Genaues Geburtsdatum unbekannt
- Rem Fowler, britischer Motorradrennfahrer († 1963)
- Frank O. King, US-amerikanischer Cartoonist und Comiczeichner († 1969)
- Pierre-Georges Latécoère, französischer Luftfahrtpionier und Unternehmer († 1943)
- Mohammad Sa'ed Maraghei, iranischer Politiker und zweimaliger Premierminister († 1973)
- Josef Stump, Schweizer Volksmusiker († 1929)
- Abdolhossein Teymurtash, iranischer Politiker, Hofminister unter Reza Schah Pahlavi († 1933)

## Gestorben

### Erstes Quartal
- 02. Januar: Samuel Read Anderson, US-amerikanischer Brigadegeneral (* 1804)
- 08. Januar: Augustin Keller, Schweizer Politiker (* 1805)
- 10. Januar: Samuel Mudd, US-amerikanischer Arzt und Politiker, angeblicher Mitverschwörer beim Attentat auf Abraham Lincoln (* 1833)
- 11. Januar: Jenny Longuet, Tochter von Karl Marx (* 1844)
- 13. Januar: Josef Kleutgen, deutscher katholischer Theologe (* 1811)
- 15. Januar: Karl Reimer, deutscher Chemiker und Industrieller (* 1845)
- 16. Januar: Georg Friedrich Anderegg, Schweizer Industrieller und Politiker (* 1823)
- 19. Januar: Georg Ferdinand Howaldt, deutscher Goldschmied, Bildhauer und Erzgießer (* 1802)
- 21. Januar: Carl von Preußen, Sohn Friedrich Wilhelms III. und Königin Luise (* 1801)
- 23. Januar: Gustave Doré, französischer Maler und Graphiker (* 1832)
- 24. Januar: Friedrich von Flotow, deutscher Komponist (* 1812)
- 31. Januar: Wilhelm von Lenz, russischer Musikschriftsteller (* 1808)
- 07. Februar: Tassilo Festetics de Tolna, österreichischer Offizier, zuletzt General der Kavallerie (* 1813)
- 08. Februar: Mary S. B. Dana, US-amerikanische Schriftstellerin (* 1810)
- 10. Februar: Marshall Jewell, US-amerikanischer Politiker (* 1825)
- 11. Februar: Franz von Hauslab, altösterreichischer General und Kartograph (* 1798)

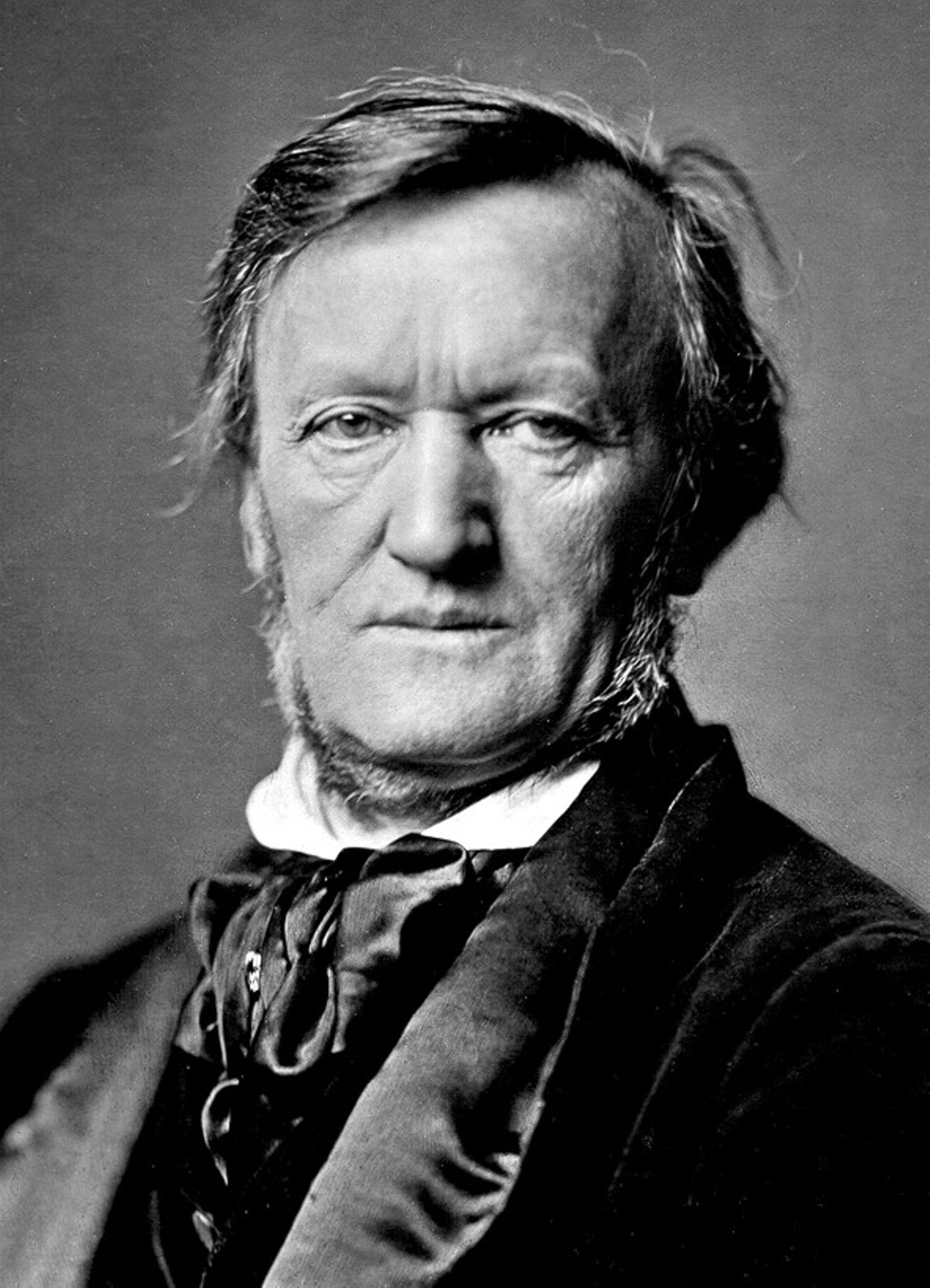
Richard Wagner, 1871

- 13. Februar: Richard Wagner, deutscher Komponist (* 1813)
- 14. Februar: Edwin D. Morgan, US-amerikanischer Politiker (* 1811)
- 15. Februar: Heinrich Friedrich von Itzenplitz, preußischer Staatsminister, Naturwissenschaftler und Jurist (* 1799)
- 16. Februar: Stephen Hempstead, US-amerikanischer Politiker (* 1812)
- 17. Februar: Napoléon Coste, französischer Gitarrist des 19. Jahrhunderts, Gitarrenlehrer und Komponist (* 1805)
- 20. Februar: Bertrando Spaventa, italienischer Philosoph (* 1817)
- 25. Februar: William Barnett Armson, neuseeländischer Architekt, Vermesser und Ingenieur
- 27. Februar: Julius Stern, deutscher Musikpädagoge, Dirigent und Komponist (* 1820)
- 28. Februar: Louis-Adolphe Bertillon, französischer Mediziner, Anthropologe, Statistiker und Demograph (* 1821)
- 04. März: Alexander Hamilton Stephens, US-amerikanischer Politiker und Vizepräsident der Konföderierten Staaten von Amerika (* 1812)
- 07. März: John Richard Green, britischer Priester, Historiker und Geograph (* 1837)
- 10. März: Doroteo Vasconcelos Vides, Staatschef von El Salvador (* 1803)
- 11. März: Alexander Gortschakow, russischer Diplomat, Außenminister und Kanzler (* 1798)
- 13. März: Adelbert von Keller, deutscher Germanist und Romanist (* 1812)

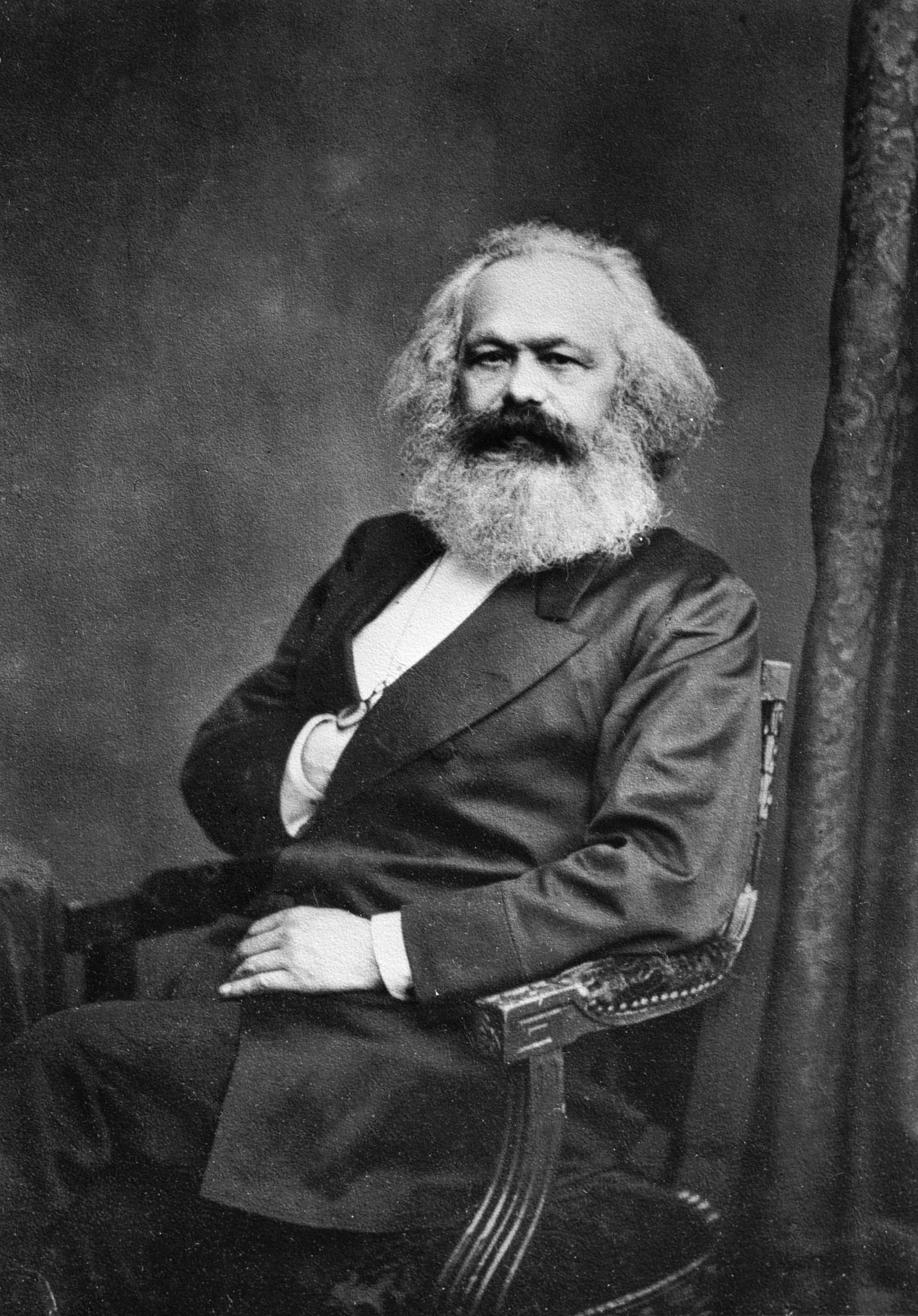
Karl Marx, 1875

- 14. März: Karl Marx, deutscher Philosoph, Ökonom und Journalist (* 1818)
- 24. März: Viriato Figueira, brasilianischer Komponist, Flötist und Saxophonist (* 1851)
- 25. März: Timothy Otis Howe, US-amerikanischer Politiker (* 1816)
- 28. März: Lorenz Diefenbach, deutscher Schriftsteller und Sprachwissenschaftler (* 1806)
- 28. März: Gustav Anton Friedrich Langerfeldt, braunschweigischer Jurist und Politiker (* 1802)

### Zweites Quartal
- 04. April: Christian Hengst, deutscher Lehrer, Feuerwehrgründer und Stadtbaumeister in Durlach (* 1804)
- 04. April: Peter Cooper, US-amerikanischer Industrieller, Erfinder und Philanthrop (* 1791)
- 05. April: Louis Friedrich Daniel von Arentsschildt, hannoverscher Offizier, Lyriker und Übersetzer (* 1807)
- 07. April: George Alfred Arney, neuseeländischer Richter (* 1810)
- 10. April: Emilie Mayer, deutsche Komponistin (* 1812)
- 15. April: Friedrich Franz II., Großherzog von Mecklenburg-Schwerin (* 1823)
- 16. April: Karl II., König von Etrurien, Herzog von Lucca und Herzog von Parma (* 1799)
- 18. April: Édouard Albert Roche, französischer Mathematiker (* 1820)
- 20. April: Wilhelm Peters, deutscher Naturforscher, Zoologe, Anatom und Entdecker (* 1815)
- 25. April: Laurent Chaney, Schweizer Jurist und Politiker (* 1833)
- 29. April: Hermann Schulze-Delitzsch, deutscher Politiker (* 1808)

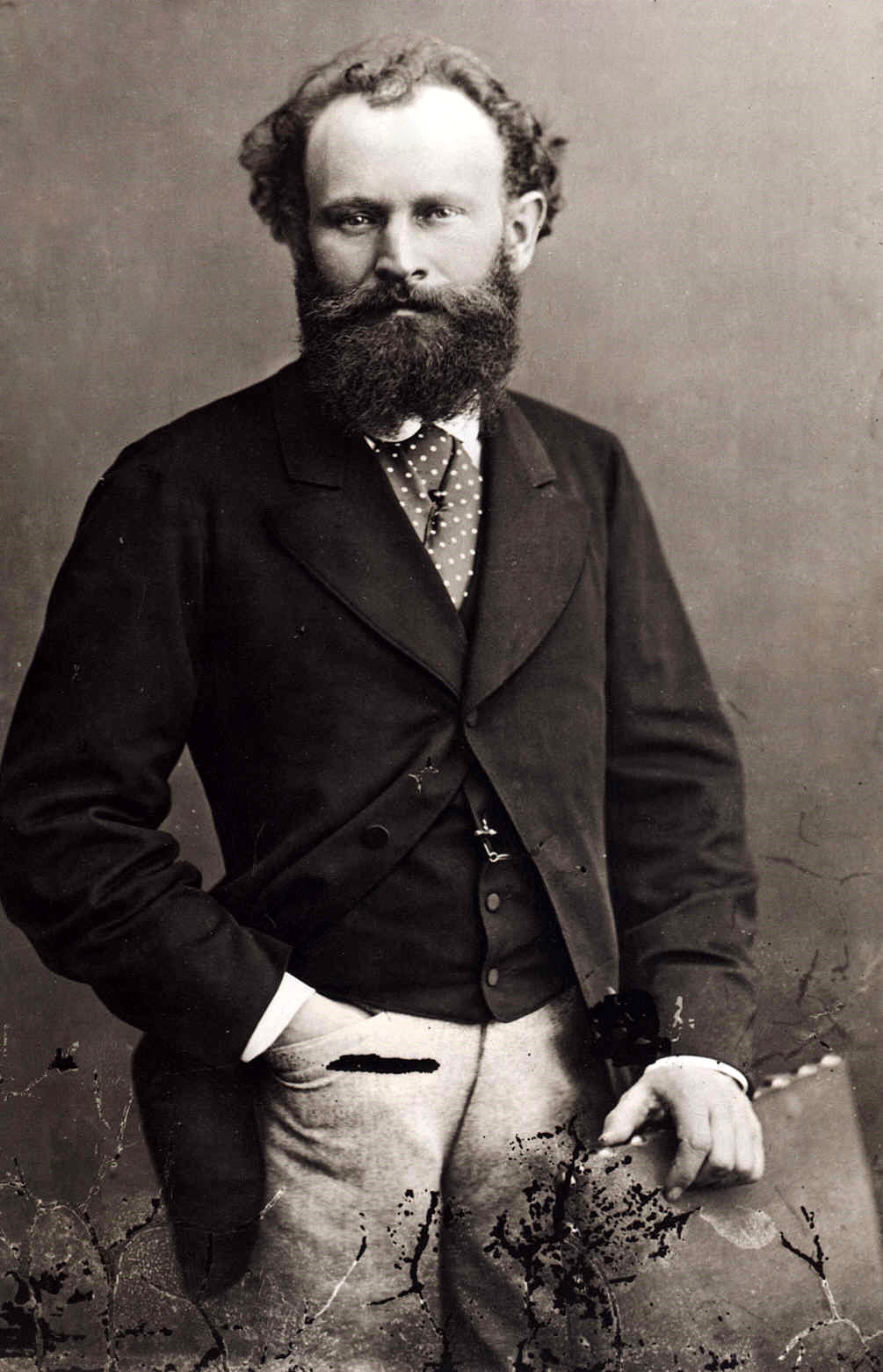
Édouard Manet

- 30. April: Édouard Manet, französischer Maler (* 1832)
- 01. Mai: Butrus al-Bustani, libanesischer Schriftsteller, Dozent, Herausgeber und Philologe (* 1819)
- 02. Mai: Hans Christian Hansen, dänischer Baumeister (* 1803)
- 05. Mai: Eva Gonzalès, französische Malerin des Impressionismus (* 1847)
- 05. Mai: Josiah Henson US-amerikanischer Sklave, methodistischer Pastor und kanadischer Sklavenbefreier (* 1789)
- 07. Mai: Gustav Wilhelm Teschner, deutscher Komponist (* 1800)
- 11. Mai: Jost Schiffmann, Schweizer Maler, Museumsdirektor und Denkmalpfleger (* 1822)
- 18. Mai: Carl Friedrich Wilhelm Böttcher, deutscher Orgelbauer (* 1820)
- 23. Mai: Ludwig Doll, deutscher evangelischer Pfarrer, Gründer eines Waisenhauses und der Neukirchener Mission (* 1846)
- 24. Mai: Gabriel Gustav Valentin, deutscher Arzt und Physiologe (* 1810)
- 26. Mai: Abd el-Kader, algerischer Emir und Freiheitskämpfer (* 1808)
- 29. Mai: Marianne von Oranien-Nassau, preußische Prinzessin (* 1810)
- 31. Mai: Georg Achleitner, österreichischer Jurist und Politiker (* 1806)
- 06. Juni: Heinrich Schröder, deutscher Missionar und Märtyrer (* 1850)
- 11. Juni: Karl Graedener, deutscher Komponist (* 1812)
- 10. Juni: Atto Vannucci, italienischer Geschichtsschreiber und Professor (* 1808)
- 14. Juni: Eugene Casserly, US-amerikanischer Politiker (* 1820)
- 14. Juni: Charles J. Jenkins, US-amerikanischer Politiker (* 1805)
- 18. Juni: George B. Rodney, US-amerikanischer Politiker (* 1803)
- 20. Juni: Gustave Aimard, französischer Schriftsteller (* 1818)
- 29. Juni: Johann Jakob Sulzer, Schweizer Eisengießer und Unternehmer (* 1806)

### Drittes Quartal
- 01. Juli: Manuel Gregorio Tavárez, puerto-ricanischer Komponist, Pianist und Musikpädagoge (* 1843)
- 02. Juli: Wilhelm Christoph Friedrich Arnold, deutscher Jurist, Rechts-, Wirtschafts- und Kulturhistoriker und Politiker (* 1826)
- 03. Juli: Georg Friedrich Brackebusch, deutscher Freimaurer, Unternehmer und Politiker  (* 1799)
- 04. Juli: John Baptist Purcell, irischstämmiger US-amerikanischer römisch-katholischer Geistlicher; Erzbischof von Cincinnati (* 1800)
- 06. Juli: Abraham Rencher, US-amerikanischer Politiker (* 1798)
- 10. Juli: Carl Julius von Abel, württembergischer Eisenbahningenieur (* 1818)
- 13. Juli: Ranavalona II., Herrscherin des Königreichs Madagaskar (* 1829)
- 19. Juli: Isaac Adams, US-amerikanischer Erfinder (* 1802)
- 19. Juli: Tự Đức, vierter Kaiser der vietnamesischen Nguyễn-Dynastie (* 1829)
- 22. Juli: Josef Plachutta, deutscher Schachspieler (* 1827)
- 24. Juli: Thomas Swann, US-amerikanischer Politiker (* 1809)
- 25. Juli: William Nelson Rector Beall, Brigadegeneral des konföderierten Heeres im Sezessionskrieg (* 1825)
- 27. Juli: Montgomery Blair, US-amerikanischer Politiker (* 1813)
- 27. Juli: Franz Doppler, ungarischer Komponist (* 1821)
- 26. Juli: William Fenwick Williams, britischer General und Gouverneur von Gibraltar (* 1800)
- 28. Juli: Kazimierz Góralczyk, polnischer Schriftsteller, Dichter und Dramatiker (* 1823)
- 30. Juli: Dục Đức, fünfter Kaiser der vietnamesischen Nguyễn-Dynastie (* 1852)
- 04. August: August Howaldt, deutscher Ingenieur, Konstrukteur, Erfinder, Unternehmer (* 1809)
- 16. August: Charles Gaillardot, französischer Mediziner und Naturforscher (* 1814)
- 19. August: Jeremiah S. Black, US-amerikanischer Politiker (* 1810)
- 24. August: Henri d’Artois, französischer (Titular-)König (* 1820)
- 25. August: Hermann Müller, deutscher Botaniker, Korrespondenzpartner von Charles Darwin, entdeckte die Coevolution (* 1829)
- 27. August: Richard La Nicca, Schweizer Ingenieur (* 1794)
- 31. August: Ernst Marno, österreichischer Afrikaforscher (* 1844)
- 31. August: Levin Schücking, deutscher Schriftsteller (* 1814)
- 03. September: Iwan Turgenew, russischer Schriftsteller (* 1818)
- 07. September: Carl Kuntze, deutscher Komponist und Musiker (* 1817)
- 13. September: Johann August Roderich von Stintzing, deutscher Jurist und Rechtshistoriker (* 1825)
- 15. September: Joseph Antoine Ferdinand Plateau, belgischer Physiker (* 1801)
- 19. September: August Siemering, deutsch-US-amerikanischer Schriftsteller, Journalist und Zeitungsverleger (* 1830)
- 21. September: Conrad Bursian, deutscher Philologe und Archäologe (* 1830)
- 21. September: Wilhelm Clemm, deutscher Altphilologe (* 1843)
- 22. September: Georg Christian Friedrich Lisch, deutscher (mecklenburgischer) Altertumsforscher (* 1801)
- 27. September: Oswald Heer, Schweizer Paläontologe, Botaniker und Entomologe (* 1809)

### Viertes Quartal
- 03. Oktober: Louise von Bose, deutsche Wohltäterin und Förderin der Künste und der Wissenschaft (* 1813)
- 18. Oktober: Reinhard Friedrich von Adelebsen, deutscher Politiker (* 1826)
- 21. Oktober: John Nevins Andrews, US-amerikanischer Reiseprediger, Bibeltheologe und Präsident der Generalkonferenz der Siebenten-Tags-Adventisten (* 1829)
- 30. Oktober: Robert Volkmann, deutscher Komponist (* 1815)
- 01. November: Emil Herzog, deutscher Mediziner und Chronist (* 1809)
- 07. November: Theodore Fitz Randolph, US-amerikanischer Politiker (* 1826)
- 08. November: Karl Friedrich Adler, deutscher Politiker (* 1828)
- 12. November: Nathaniel Head, US-amerikanischer Politiker (* 1828)
- 15. November: Josef Barák, tschechischer Politiker, Journalist und Dichter (* 1833)
- 19. November: Arnold Dietrich Schaefer, deutscher Historiker (* 1819)
- 19. November: Carl Wilhelm Siemens, deutscher Industrieller (* 1823)
- 20. November: Augustus C. Dodge, US-amerikanischer Politiker (* 1812)
- 21. November: Caesar Achatius von Auerswald, deutscher Richter und Verwaltungsjurist (* 1818)
- 23. November: James Broome, US-amerikanischer Politiker (* 1808)
- 23. November: Johann Gungl, ungarndeutscher Geiger, Komponist und Dirigent (* 1818)
- 25. November: Ludwig Erk, deutscher Volksliedforscher und Volksliedsammler (* 1807)
- 26. November: Sojourner Truth, US-amerikanische Abolitionistin und Frauenrechtlerin (* 1798)
- 30. November: Hiệp Hòa, sechster Kaiser der vietnamesischen Nguyễn-Dynastie (* 1847)
- 05. Dezember: Josef František Hunke, böhmischer Komponist (* 1802)
- 13. Dezember: Victor de Laprade, französischer Dichter (* 1812)
- 14. Dezember: Prospero Albrici, Schweizer Jurist, Weinhändler und Politiker (* 1822)
- 16. Dezember: Franz Sales Ehrlich, österreichischer Orgelbauer (* 1835)
- 16. Dezember: Joseph Otto Roehmer, königlich-preußischer Generalmajor (* 1812)
- 22. Dezember: Julius Wilhelm Gintl, österreichischer Physiker und Ingenieur (* 1804)
- 22. Dezember: Ralph Lowe, US-amerikanischer Politiker (* 1805)
- 25. Dezember: Carl von Noorden, deutscher Historiker (* 1833)
- 29. Dezember: Carl Hoffmann (1802–1883), deutscher Verleger, Druckereibesitzer und Buchhändler (* 1802)